# 조로아스터교
조로아스터교(페르시아어: دین زرتشتی Dīn-e Zartoshtī), 또는 마즈다야스나(아베스타어: 𐬨𐬀𐬰𐬛𐬀𐬌𐬌𐬀𐬯𐬥𐬀) 또는 베흐딘(페르시아어: بهدین)은 아베스타와 그리스어 번역으로 더 잘 알려진 자라투스트라(고대 그리스어: Ζωροάστρις Zōroastris)의 가르침을 중심으로 하는 이란계 종교이다. 세계에서 가장 오래된 조직화된 신앙 중 하나로, 추종자들은 아후라 마즈다(아베스타어: 𐬀𐬵𐬎𐬭𐬀⸱𐬨𐬀𐬰𐬛𐬁)로 알려진 창조되지 않은, 전지전능한 신을 우주의 최고 존재로 숭배한다. 아후라 마즈다에 대립하는 존재는 앙그라 마이뉴(아베스타어: 𐬀𐬢𐬭𐬀⸱𐬨𐬀𐬌𐬥𐬌𐬌𐬎)로, 파괴적인 영이자 모든 선한 것들의 적대자로 의인화된다. 이처럼 조로아스터교는 이원론적 우주론인 선악과 아후라 마즈다가 악을 궁극적으로 물리치는 미래 지향적 관점을 결합한다. 조로아스터교가 일신교인지, 다신교인지, 단일신교인지, 아니면 이 세 가지가 혼합된 형태인지에 대한 학자들의 의견은 다양하다. 조로아스터교는 이란 문화와 역사를 형성했으며, 고대 서양 철학과 아브라함 종교에 상당한 영향을 미쳤는지 또는 기독교 및 이슬람교와 같은 다른 종교 및 전통과 점진적으로 화해했는지에 대해서는 학자들마다 의견이 다르다.
고대 이란 종교에 대한 자라투스트라의 개혁에서 비롯된 조로아스터교는 아베스타 시대(어쩌면 기원전 2천년기 초반)에 시작되었지만, 처음 기록된 것은 기원전 6세기 중반이다. 이후 천년 동안 조로아스터교는 아케메네스 제국을 시작으로 많은 교리와 의식을 정립하고 제도화했으며, 신앙을 부흥시키고 가르침을 표준화한 사산 제국에 이르기까지 연속적인 이란 국가의 공식 종교였다. 서기 7세기, 이슬람교의 부상과 뒤이은 이슬람의 페르시아 정복은 조로아스터교 쇠퇴의 시작을 알렸다. 라시둔 칼리파국 초기의 조로아스터교 박해로 인해 많은 공동체가 인도 아대륙으로 이주하여 망명을 허가받았고, 오늘날 파르시인의 조상이 되었다. 한때 수백만 명에 달했던 전 세계 조로아스터교 인구는 10만 명에서 12만 명 사이로 추정되며, 대부분 인도(5만 명~6만 명), 이란(1만 5천 명~2만 5천 명), 또는 북아메리카(2만 2천 명)에 거주한다. 이 종교는 개종 제한, 엄격한 족내혼, 낮은 출산율로 인해 쇠퇴하고 있다.
조로아스터교의 중심 신념과 관습은 수 세기에 걸쳐 집대성된 성스러운 문헌들의 모음집인 아베스타에 담겨 있다. 그 중 가장 오래되고 중심적인 부분은 가타로, 자라투스트라의 직접적인 가르침과 아후라 마즈다와의 대화 기록이라고 전해진다. 이 글들은 아베스타의 주요 부분인 야스나의 일부로, 조로아스터교 전례의 핵심을 이룬다. 자라투스트라의 종교 철학은 원시 인도이란 종교의 초기 이란 신들을 자연 세계의 발현인 아후라와 다에바로 나누었다. 전자는 숭배해야 할 신들이고 후자는 거부하고 비난해야 할 신들이다. 자라투스트라는 아후라 마즈다가 우주의 최고 창조자이자 유지하는 힘이며, 게티그(보이는 물질계)와 메노그(보이지 않는 영적, 정신적 계)에서 아메샤 스펜타를 통해 활동한다고 선포했다. 아메샤 스펜타는 우주의 다양한 측면과 최고의 도덕적 선을 대표하는 일곱 신성한 존재들이다. 아후라 마즈다로부터 발현된 스펜타 마이뉴(성스러운 또는 풍요로운 영)는 생명과 선의 원천이며, 이에 대립하는 앙그라 마이뉴(파괴적이거나 대립하는 영)는 아카 마나흐(악한 생각)에서 태어난다. 앙그라 마이뉴는 팔라비 문헌에 의해 아후라 마즈다의 직접적인 적대자인 아리만(팔레비어: 𐭠𐭧𐭫𐭬𐭭𐭩)으로 더욱 발전했다.
조로아스터교 교리는 이러한 우주적 이분법 속에서 인간은 아후라 마즈다가 증진하고 구현하는 의로움 또는 "올바름"의 원리인 아샤(진실, 우주 질서)와, 탐욕, 분노, 질투로 나타나는 앙그라 마이뉴의 본질인 드루즈(거짓, 속임수) 중 하나를 선택할 수 있다고 말한다. 따라서 이 종교의 핵심 도덕적 교훈은 선한 생각(흐와나타), 선한 말(하크타), 선한 행동(흐바르슈타)이며, 이는 많은 기도와 의식에서 낭송된다. 고대 이란 종교의 많은 관습과 신념은 조로아스터교에서도 여전히 볼 수 있는데, 예를 들어 물과 같은 자연과 그 요소에 대한 숭배가 그러하다. 불은 조로아스터교도들이 아후라 마즈다 그 자체의 상징으로 특히 신성시하며, 많은 의식과 제례의 중심이 되고, 배화신전으로 알려진 조로아스터교 예배 장소의 기초가 된다.

## 어원
조로아스터(Ζωροάστηρ)라는 이름은 그리스어로 아베스타어 이름인 자라투스트라를 나타낸다. 그는 페르시아어로는 자르토슈트(Zartosht)와 자르도슈트(Zardosht)로, 구자라트어로는 자라토슈트(Zaratosht)로 알려져 있다. 조로아스터교의 종교 명칭은 마즈다야스나(Mazdayasna)로, 마즈다(Mazda-)와 아베스타어 단어인 야스나("예배, 헌신"을 의미)의 합성어이다. 영어에서는 이 신앙의 신자를 보통 조로아스터교도(Zoroastrian) 또는 자라투스트라교도(Zarathustrian)라고 부른다. 오늘날에도 사용되는 더 오래된 표현은 베흐딘(Behdin)으로, '선한 종교의'라는 뜻이며, 베흐(beh) < 중기 페르시아어 웨흐(weh) '선한' + 딘(din) < 중기 페르시아어 덴(dēn) < 아베스타어 다에나(daēnā)에서 유래한다. 조로아스터교 전례에서 이 용어는 나브조테 의식에서 공식적으로 종교에 입문한 평신도를 가리키는 칭호로 사용되며, 오스타(osta), 오스티(osti), 에르바드 (히르보드), 모베드 및 다스투르와 같은 사제직 칭호와는 대조된다.
영어 학계에서 조로아스터에 대한 최초의 현존하는 언급은 토머스 브라운(1605년~1682년)에게 귀속되는데, 그는 1643년 저서 《렐리기오 메디치》에서 조로아스터를 간략하게 언급한다. 마즈다교(Mazdaism)(/ˈmæzdə.ɪzəm/)는 이 신앙을 일컫는 영어의 대안적인 형태로, 아후라 마즈다의 이름에서 마즈다(Mazda-)를 따오고 신념 체계를 암시하는 접미사 -ism을 덧붙인 것이다.

## 신학
조로아스터교의 신학적 범주를 정의하기는 어렵다. 이는 주요 텍스트의 정확한 연대를 지정하기 어렵고, 많은 텍스트에 훨씬 더 오래된 자료가 포함되어 있기 때문이다. 또한 조로아스터교는 시간이 지남에 따라 천천히 형성되었는데, 서기 7세기경 이슬람의 페르시아 정복 시기에도 계속 발전중이었다. 더 넓은 조로아스터교 전통에서 다신교적, 일신교적, 이원론적 경향이 확인될 수 있으며, 이원론이 지배적인 경향이다. 마니교와의 주요 차이점은 창조 설화에서 선을 강조한다는 점에 있다.
일부 학자들은 조로아스터교가 인도-이란 다신교에서 시작되었다고 믿는다. 유진 나가사와에 따르면, 다른 조로아스터교 경전들과 마찬가지로, 구 아베스타는 일신교를 가르치지 않는다. 반면, 모하메드 사옘은 조로아스터교를 세계에서 가장 오래된 일신교 중 하나로 특징짓는다.
조로아스터교도들은 아후라 마즈다를 최고신으로 여기지만, 아브라함 종교의 천사들과 일부 유사점을 공유하는 야자타("숭배할 가치 있는 존재")로 알려진 하위 신들을 믿는다. 이 야자타에는 아나히타, 스라오샤, 미트라, 라슈누, 그리고 티슈트리야가 포함된다. 역사가 리처드 폴츠는 이슬람 이전 시대 이란인들이 이 모든 인물들, 특히 미트라와 아나히타 신들을 숭배했다는 증거를 제시했다.
프로드스 옥토르 스카에르보는 조로아스터교가 단일신교이며, 이원론적이고 다신교적인 종교이지만, 질서 있는 우주의 아버지인 하나의 최고 신을 가지고 있다고 말한다. 브라이언 아서 브라운은 역사적 문서들이 하나의 신, 두 신, 또는 최고의 신 단일신교에 대한 조로아스터교의 신념에 대해 상충되는 그림을 제시하기 때문에 이것이 불분명하다고 말한다. 경제학자 마리오 페레로는 조로아스터교가 정치적, 경제적 압력으로 인해 다신교에서 일신교로 전환되었다고 주장한다.
19세기에 서양 학자 및 선교사들과 접촉하면서 조로아스터교는 오늘날까지 영향을 미치는 거대한 신학적 변화를 겪었다. 존 윌슨 목사는 인도에서 파르시 공동체를 대상으로 다양한 선교 활동을 이끌었으며, 파르시인들을 "이원론"과 "다신교"로 비난하고 불필요한 의식을 행한다고 비판하며 아베스타가 "신성하게 영감받은" 것이 아니라고 선언했다. 이는 상대적으로 교육 수준이 낮았던 파르시 공동체에 큰 실망을 안겨주었고, 그들은 사제들을 비난했으며 일부는 기독교로 개종하기도 했다.
독일의 동양학자이자 언어학자인 마르틴 하우크의 등장은 하우크가 기독교화되고 유럽의 동양학적 시각으로 아베스타를 재해석함으로써 신앙을 재결집하는 계기가 되었다. 하우크는 조로아스터교가 순전히 일신교이며 다른 모든 신들은 천사의 지위로 격하되고 아후라 마즈다는 전능하고 선과 악의 근원이 되었다고 가정했다. 하우크의 생각은 이후 파르시 해석으로 유포되어 하우크의 이론을 확증했으며, 이 아이디어는 너무나 인기를 끌어 이제는 거의 보편적으로 교리로 받아들여진다(현대 조로아스터교와 학계에서 재평가되고 있지만). 알무트 힌체는 이러한 일신교라는 명칭이 완전히 완벽하지 않으며, 조로아스터교는 대신 이원론과 다신교의 요소를 결합한 "자신만의 일신교 형태"를 가지고 있다고 주장했다. 파르항 메르는 조로아스터교가 주로 일신교적이며 일부 이원론적 요소를 가지고 있다고 주장한다.
레노르망과 슈발리에에 따르면, 조로아스터교의 신성 개념은 내재적 실체로서 존재와 정신을 모두 포괄하며, 조로아스터교를 의식을 특별한 속성으로 가진 내재적이고 자기 창조적인 우주에 대한 믿음으로 묘사하고, 이는 인도 힌두교와 기원을 공유하는 범신론적 영역에 조로아스터교를 위치시킨다.

## 신성의 본질
조로아스터교는 다양한 종류의 신성한 존재들을 포함하며, 이들은 일반적으로 계층과 영향력의 영역으로 조직된다.

### 아후라
아후라는 선사 시대 인도-이란 종교로부터 조로아스터교에 전해진 신성한 존재의 한 종류이다. 리그베다에서 아수라(asura)는 바루나와 미트라와 같은 "더 오래된 신들"을 의미하는데, 이들은 원래 태초의 미분화된 혼돈을 다스렸다.

#### 아후라 마즈다
오로마스데스, 오흐르마즈드, 오르마즈드, 오르무스드, 후르마즈드, 하르주, 호르마즈드, 후르마즈로도 알려진 아후라 마즈다는 조로아스터교의 창조신이자 최고신이다. 아후라 마즈다는 리그베다로 알려진 힌두교 경전의 이중 신인 미트라-바루나를 의미한다.
학자들에 따르면, 아후라 마즈다는 창조되지 않았으며, 전지전능하고 자비로운 신으로, 무한한 빛에서 영적, 물질적 존재를 창조하고, 아샤의 우주적 법칙을 유지한다. 그는 야스나에서 가장 먼저 불리고 가장 많이 언급되는 영이며, 비할 데 없는 존재로 모든 창조물을 주재한다. 아베스타에서 아후라 마즈다는 유일한 참된 신이며, 선, 빛, 진실의 상징이다. 그는 악, 어둠, 속임수의 상징인 악령 앙그라 마이뉴와 갈등한다. 앙그라 마이뉴의 목표는 인간을 아후라 마즈다로부터 유혹하여 멀어지게 하는 것이다. 특히 앙그라 마이뉴는 아후라 마즈다의 창조물이 아니라 독립적인 존재이다. 전능한 신이자 유일한 신으로 여겨지는 "지혜의 주" 아후라 마즈다에 대한 믿음이 조로아스터교의 기반이다.

#### 아후라 미트라
미트라, 또는 미트라는 원래 인도-이란 신화의 신으로 계약, 합의, 조약, 동맹, 약속을 의미했다. 미트라는 숭배할 가치 있는 존재로 여겨지며 "부유함으로 특징지어진다".

### 야자타
야자타(아베스타어: 𐬫𐬀𐬰𐬀𐬙𐬀)는 아베스타에 따라 조로아스터교에서 노래와 희생으로 숭배되는 신성한 존재이다. '야자타'라는 단어는 '신'을 뜻하는 고대 페르시아어 '야즈단'(Yazdan)에서 파생되었으며, 문자적으로는 "숭배 또는 공경할 가치 있는 신성"을 의미한다. 개념적으로는 또한 광범위한 다른 의미를 포함하지만, 일반적으로 신성을 의미하거나 신성의 별칭으로 사용된다.
야자타의 기원은 다양하며, 많은 야자타가 힌두교 또는 다른 이란 종교의 신으로도 등장한다. 현대 조로아스터교에서 야자타는 창조자의 신성한 발현으로 여겨지며, 항상 그에게 헌신하고 아후라 마즈다의 뜻을 따른다. 이슬람 칼리파국의 탄압을 받았을 때, 야자타는 다신교 (쉬르크)라는 비난에 맞서기 위해 종종 "천사"로 묘사되었다. 아베스타에 따르면 야자타는 악령과의 싸움에서 아후라 마즈다를 돕고, 창조의 도덕적 또는 물리적 측면의 위격이다. 야자타는 총체적으로 아후라 마즈다 아래의 선한 힘이며, 아후라 마즈다는 야자타 중 가장 위대한 존재이다.

#### 주목할 만한 야자타
- 아후라 마즈다
- 미트라 또는 미트라
- 아나히타 – 이전에는 이란의 물의 여신
- 아타르 (불)
- 라슈누, 죽은 자의 영혼을 심판하는 세 심판관 중 한 명
- 스라오샤 또는 스로쉬
- 베레트라그나 – 베다 신 인드라일 수도 있음

#### 아메샤 스펜타
야자타는 다시 아메샤 스펜타와 그들의 "함-카르" 또는 "협력자"로 나뉜다. 이들은 하위 신들이며, 또한 특정 치유 식물, 원시 생물, 죽은 자의 프라바시, 그리고 그 자체로 신성하게 여겨지는 특정 기도문도 포함한다.
아메샤 스펜타와 그들의 "함카르" 또는 "협력자" 야자타는 다음과 같다:
- 보후 마나흐 + 마흐 / 게우쉬 우르반 / 람
- 아샤 바히슈타 + 아타르 / 스라오샤 / 베레트라그나
- 크샤트라 바이랴 + 크와르 / 미트라 / 아스만 / 아나그란
- 스펜타 아르마이티 + 아프 / 다에나 / 아시 / 만트라 스펜타
- 하우르바타트 + 티슈트리야 / 프라바시 / 바타
- 아메레타트 + 라슈누 / 아르슈타트 / 잠야드[41]

## 주요 신념

### 신앙 교리

파라바하르, 조로아스터교의 주요 상징 중 하나로, 프라바시 또는 크바레나흐를 묘사한 것으로 여겨진다.

조로아스터교에서 아후라 마즈다는 시작이자 끝이며, 보이고 보이지 않는 모든 것의 창조자이자 영원하며 창조되지 않은 존재, 그리고 모든 선과 아샤의 원천이다. 조로아스터교의 가장 신성한 경전이자 자라투스트라가 직접 지은 것으로 여겨지는 가타에서 자라투스트라는 아후라 마즈다에 대한 최고의 헌신을 인정하며, 아후라 마즈다의 현현인 아메샤 스펜타와 아후라 마즈다를 지지하는 다른 아후라들(야자타)에게도 숭배와 존경을 표했다.
다에나 (현대 페르시아어로는 딘(din)이며 "보이는 것"을 의미)는 영적 양심과 속성의 총합을 나타내며, 개인의 선택을 통해 아샤는 다에나에서 강화되거나 약화된다. 전통적으로 마트라(힌두교의 성스러운 주문 만트라와 유사한) 기도문은 엄청난 힘을 가지며 선을 유지하고 악과 싸우는 데 사용되는 아샤와 창조의 수단으로 믿어진다. 다에나는 존재를 지배하는 우주적 질서이며 고대 인도-이란인의 삶을 지배했던 근본 원리인 아샤와 혼동되어서는 안 된다. 이들에게 아샤는 모든 관찰 가능한 것들—행성과 천체의 움직임; 계절의 진행; 그리고 일출과 일몰과 같은 규칙적인 박동적 사건에 의해 지배되는 일상적인 유목 목축민 생활의 패턴—의 경로였으며, 진실을 말하고 삼중의 길을 따름으로써 강화되었다.

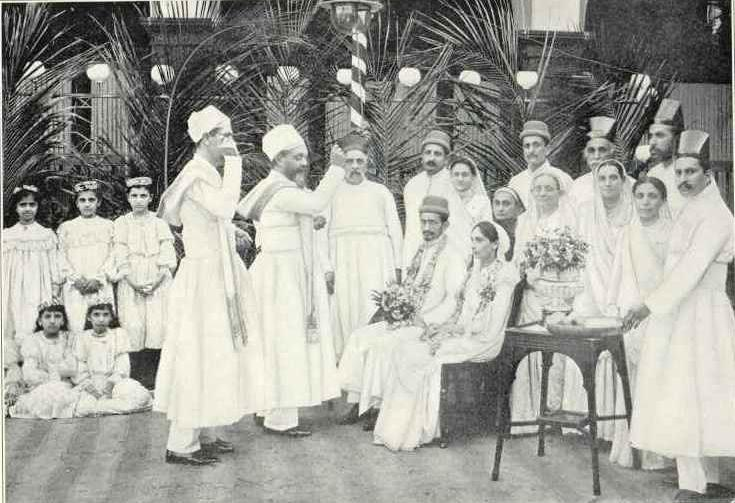
파르시인 결혼식, 1905년

모든 물리적 창조(게티그)는 아후라 마즈다에 내재된 주 계획에 따라 진행되도록 결정되었으며, 질서 위반(드루즈)은 창조에 대한 위반이며, 따라서 아후라 마즈다에 대한 위반이었다. 아샤 대 드루즈의 이러한 개념은 서양, 특히 기독교의 선과 악 개념과 혼동되어서는 안 된다. 두 형태의 대립이 도덕적 갈등을 표현하지만, 아샤 대 드루즈 개념은 더 체계적이고 덜 개인적이며, 예를 들어 혼돈(질서에 반대되는); 또는 "비창조", 즉 자연적인 부패(창조에 반대되는); 또는 단순히 "거짓말"(진실과 선에 반대되는)을 나타낸다. 더욱이, 모든 것의 창조되지 않은 유일한 창조자로서의 역할에서 아후라 마즈다는 드루즈의 창조자가 아니다. 드루즈는 "아무것도 아닌" 존재, 반창조이며, 따라서 (마찬가지로) 창조되지 않았고 선택을 통해 존재의 안티테제로 발전했다.
아샤 대 드루즈의 이러한 도식에서, 필멸의 존재들(인간과 동물 모두)은 중요한 역할을 하는데, 그들도 창조되었기 때문이다. 여기서 그들의 삶에서 그들은 갈등의 적극적인 참여자이며, 끊임없이 공격받고 반작용 없이는 힘이 약해질 아샤를 방어하는 것이 그들의 영적 의무이다. 가타 전체에 걸쳐 자라투스트라는 사회 내에서의 행동과 실천을 강조하며, 이에 따라 극단적인 금욕주의는 조로아스터교에서 지양되지만 온건한 형태는 허용된다.
후마타, 훅타, 후바르슈타(선한 생각, 선한 말, 선한 행동), 즉 아샤의 삼중 길은 특히 현대 실천자들에게 조로아스터교의 핵심 격언으로 여겨진다. 조로아스터교에서 선은 보상을 바라지 않고 의로운 행동을 하는 사람들에게 찾아온다. 악을 행하는 자들은 드루즈의 공격을 받고 혼란스러워하며, 이 길을 따름으로써 스스로 아샤와 다시 조화를 이루어야 한다. 또한 행복을 전파하는 것, 주로 자선을 통해, 그리고 남녀 모두의 영적 평등과 의무를 존중하는 것을 매우 강조한다.
조로아스터교의 핵심은 도덕적 선택, 즉 필멸의 세상에서 자신의 책임과 의무를 선택하거나 이 의무를 포기하고 그리하여 드루즈의 활동을 촉진하는 것이다. 마찬가지로, 조로아스터교는 예정설을 거부하며 모든 의식 있는 존재의 절대적인 자유의지가 핵심이며, 신성한 존재조차도 선택할 능력이 있다고 본다. 인간은 자신이 처한 모든 상황과 서로에게 행동하는 방식에 대해 책임을 진다. 보상, 처벌, 행복, 슬픔은 모두 개인이 어떻게 삶을 사느냐에 달려 있다.
조로아스터교 전통에서 삶은 필멸의 존재가 아샤와 드루즈 사이의 계속되는 전투에 적극적으로 참여해야 하는 일시적인 상태이다. 아이의 탄생 시 육신이 되기 전에 개인의 우르반(영혼)은 프라바시(개인/상위 영)와 여전히 결합되어 있으며, 이 프라바시는 아후라 마즈다가 우주를 창조한 이래로 존재해 왔다. 우르반이 분리되기 전에 프라바시는 아후라 마즈다가 이끄는 창조물 유지를 돕는다. 주어진 개인의 삶 동안 프라바시는 선한 행동을 수행하도록 영감을 주는 원천이자 영적 보호자 역할을 한다. 문화적, 영적, 영웅적 조상의 프라바시(탁월한 혈통과 관련된)는 숭배되며 산 자를 돕기 위해 호출될 수 있다.
이 종교는 선한 생각과 선한 말로 형성된 선한 행동을 통해 삶에 적극적이고 윤리적으로 참여하는 것이 행복을 보장하고 혼돈을 막는 데 필요하다고 말한다. 이러한 적극적인 참여는 자라투스트라의 자유의지 개념의 핵심 요소이며, 조로아스터교는 극단적인 형태의 금욕주의와 수도주의를 거부하지만 역사적으로 이러한 개념의 온건한 표현을 허용했다. 죽은 후 넷째 날, 우르반은 프라바시와 재결합하며, 물질 세계에서의 삶의 경험은 영적 세계에서 선을 위한 계속되는 전투에 사용하기 위해 수집된다. 대부분의 경우 조로아스터교는 환생이라는 개념을 가지고 있지 않다. 비록 인도에서 일름-에-크슈눔의 추종자들은 현재 비전통적인 의견들 중에서도 환생을 믿고 채식주의를 실천한다.
조로아스터교가 자연과 그 요소들의 보호와 숭배를 강조한 것은 일부 학자들로 하여금 조로아스터교를 세계 최초의 생태학 주창자라고 선언하게 만들었다. 아베스타와 다른 경전들은 물, 흙, 불, 공기의 보호를 요구하며, 이는 사실상 생태학적 종교이다: 마즈다교...가 최초의 생태학적 종교라고 불리는 것은 놀라운 일이 아니다. 야자타(신성한 영)에 대한 숭배는 자연 보존을 강조한다 (아베스타: 야스나 1.19, 3.4, 16.9; 야슈트 6.3–4, 10.13). 그러나 이 주장은 아샤의 발현으로 여겨지는 자연력에 국한된다. 초기 조로아스터교도들은 "악한" 종을 박멸할 의무가 있었기 때문인데, 이 지시는 현대 조로아스터교에서는 더 이상 따르지 않는다. 조로아스터교 역사에서 채식주의를 지지하는 다양한 신학적 진술이 있었고, 자라투스트라가 채식주의자였다고 믿는 사람들도 있지만.
조로아스터교는 신학적, 철학적 사상에서 전적으로 통일되어 있지 않으며, 특히 역사적 및 현대적 영향이 개인 및 지역적 신념, 관습, 가치, 어휘에 상당한 영향을 미쳐 때로는 전통과 융합되고 때로는 전통을 대체하기도 한다. 조로아스터교 신자들의 삶의 궁극적인 목적은 아샤반(아샤의 달인)이 되어 세상에 행복을 가져다주는 것이며, 이는 악에 대한 우주적 싸움에 기여한다. 조로아스터교의 핵심 가르침은 다음과 같다:
- 아샤의 삼중 길을 따르는 것: 후마타, 훅타, 후바르슈타(직역: '선한 생각, 선한 말, 선한 행동').[49]
- 자선을 실천하여 자신의 영혼을 아샤와 일치시키고 행복을 전파하는 것.[50]
- 남녀 모두의 영적 평등과 의무.[51]
- 보상을 바라지 않고 선을 위해 선을 행하는 것 (아솀 보후 참조).

### 우주론

#### 우주 생성론
조로아스터교의 창조 신화에 따르면, 하나의 보편적이고, 초월적이며, 지극히 선하고 창조되지 않은 최고의 창조신인 아후라 마즈다, 즉 "지혜로운 주님"(아후라(Ahura)는 아베스타어로 "주님"을, 마즈다(Mazda)는 "지혜"를 의미한다)가 존재한다. 자라투스트라는 대부분의 가타에서 두 속성을 서로 다른 두 개념으로 분리했지만, 때로는 하나로 결합하기도 한다. 자라투스트라는 또한 아후라 마즈다가 전지하지만 전능하지는 않다고 선포한다. 아후라 마즈다는 위에서 빛과 선함 속에 존재했으며, 앙그라 마이뉴(나중에 텍스트에서 "아리만"이라고도 불린다)는 아래에서 어둠과 무지 속에 존재했다. 그들은 영원히 서로 독립적으로 존재했으며, 상반된 물질을 드러냈다. 가타에서 아후라 마즈다는 아메샤 스펜타로 알려진 발현을 통해 "다른 아후라들"의 도움을 받아 활동하는 것으로 언급된다. 이 아메샤 스펜타라고 불리는 신성한 존재들은 그를 지지하며 창조의 다양한 측면과 이상적인 인격을 대표하고 수호한다. 아후라 마즈다는 인류 안에 내재적으로 존재하며, 이 풍요로운/성스러운 신들을 통해 창조물과 상호작용한다. 이 외에도 그는 "숭배할 가치 있는 존재"를 의미하는 야자타라고 불리는 수많은 신들의 연합체로부터 도움을 받는다. 각 야자타는 일반적으로 창조의 도덕적 또는 물리적 측면의 위격이다. 아샤는 아후라 마즈다에게서 나오는 주요 영적 힘이다. 그것은 우주 질서이며, 앙그라 마이뉴에게서 나오는 드루즈, 즉 거짓과 무질서로 나타나는 혼돈의 안티테제이다. 결과로 발생하는 우주적 갈등은 정신적/영적, 물질적 창조물 전체를 포함하며, 그 중심에는 인간이 적극적인 역할을 담당하고 있다. 이 갈등에서 아샤의 주요 대표자는 창조적인 영/정신인 스펜타 마이뉴이다. 아후라 마즈다는 그 후 악을 가두기 위해 물질적이고 가시적인 세계 자체를 창조했다. 그는 떠다니는 알 모양의 우주를 두 부분으로 만들었다. 첫째는 영적(메노그), 3,000년 후에는 물리적(게티그)이다. 아후라 마즈다는 이어서 원형적인 완벽한 인간인 가이오마르드와 원시 소인 가바에보다타를 창조했다.
아후라 마즈다가 우주와 인류를 창조한 반면, 본질적으로 파괴적인 앙그라 마이뉴는 악마, 사악한 다에바, 뱀, 개미, 파리와 같은 유해한 생물(크라프스타르)을 잘못 창조했다. 앙그라 마이뉴는 인간을 제외하고는 모든 선한 존재에 대해 반대되는 악한 존재를 창조했는데, 인간만은 자신과 동등하게 만들 수 없다는 것을 알았다. 앙그라 마이뉴는 하늘의 바닥을 통해 우주를 침범하여 가이오마르드와 황소에게 고통과 죽음을 안겼다. 그러나 악의 세력은 우주에 갇혔고 후퇴할 수 없었다. 죽어가는 원시인과 소는 씨앗을 배출했으며, 이는 달의 여신 마흐에 의해 보호받았다. 황소의 씨앗에서는 세상의 모든 유익한 식물과 동물이 자랐고, 인간의 씨앗에서는 잎이 최초의 인간 부부가 된 식물이 자랐다. 따라서 인간은 물질과 영의 이중 우주에서 악과 긴 전투를 벌이며 갇혀 있다. 이 물리적 세계의 악은 본질적인 약점의 산물이 아니라 앙그라 마이뉴의 창조물에 대한 공격의 결과이다. 이 공격은 완벽하게 평평하고 평화로우며 매일 밝혀지던 세상을 산악 지형의 폭력적인 곳으로 바꾸고 절반은 밤이 되게 했다. 조로아스터교 우주론에 따르면, 아후나 바이라 공식을 분명히 함으로써 아후라 마즈다는 앙그라 마이뉴에 대한 선의 궁극적인 승리를 분명히 했다. 아후라 마즈다는 결국 악한 앙그라 마이뉴를 물리칠 것이며, 그 시점에 현실은 프라쇼케레티라고 불리는 우주적 갱신을 겪고 유한한 시간은 끝날 것이다. 최종 갱신에서 모든 창조물—심지어 처음에는 "어둠"으로 추방되거나 그곳으로 내려가기로 선택했던 죽은 자의 영혼까지—은 크샤트라 바이랴("최고의 통치"를 의미)에서 아후라 마즈다와 재결합하여 불멸로 부활할 것이다.

#### 우주 지리학
조로아스터교의 우주 지리학은 조로아스터교 문헌과 신학에서 우주의 구조를 묘사하는 것을 말하며, 우주를 천국과 지구로 크게 나눈다. 천국은 세 부분으로 구성된다: 가장 낮은 부분은 고정된 별들이 발견될 수 있는 곳이다; 중간 부분은 달의 영역이 위치하며, 가장 높은 부분은 태양의 영역이며 아리만(Ahriman)이 도달할 수 없는 곳이다. 천국/하늘의 가장 높은 수준 위에는 무한한 빛의 영역뿐만 아니라 아마흐라스판단(Amahraspandān)과 오흐르마즈드(Ohrmazd)의 왕좌로 묘사되는 영역이 포함된다. 이는 아베스타어 문헌에 나타나는 기본 틀이지만, 후기 조로아스터교 문헌에서는 하늘의 가장 낮은 부분을 더 세분화하여 총 6개 또는 7개의 층을 이루도록 이 그림을 자세히 설명한다. 지구 자체는 세 개의 주요 산을 가지고 있다고 묘사된다: 사드웨스 별의 혁명의 중심점이었던 후카이리아 산; 태양과 달의 혁명의 중심점이었던 하라이티 산; 그리고 이들 중 가장 거대한, 지구의 중심에 위치하며 함께 지구를 둘러싸는 2,244개의 산맥 중 첫 번째였던 하라 버레즈 산. 행성들은 초기 조로아스터교 자료에는 묘사되지 않지만, 중세 페르시아 시대에 조로아스터교 사상에 들어왔다: 그들은 악마화되어 아나히드(금성의 팔라비어), 티르(수성), 와흐람(화성), 오흐르마즈드(목성), 케완(토성)이라는 이름을 얻었다.

### 종말론
죽음에서의 개별적인 심판은 친바트 다리("심판의 다리" 또는 "선택의 다리")에서 이루어지며, 각 인간은 영적 심판에 직면하며 이 다리를 건너야 한다. 비록 현대의 믿음은 이것이 삶 동안 선과 악 사이에서 선택하는 정신적인 결정인지 아니면 사후 세계의 장소인지에 대해 나뉜다. 인간의 자유의지에 따른 행동은 그 결과를 결정한다. 전통에 따르면, 영혼은 야자타인 미트라, 스라오샤, 그리고 라슈누에 의해 심판을 받으며, 판결에 따라 아름답고 달콤한 향기가 나는 처녀나 추하고 악취 나는 늙은 마녀—이들은 삶에서의 행동에 의해 영향을 받은 다에나를 상징한다—가 다리에서 맞이한다. 처녀는 망자를 안전하게 다리를 건너게 하여 의로운 자에게는 다리가 넓고 쾌적해지는 노래의 집으로 인도한다. 마녀는 망자를 면도날처럼 좁아지고 악취가 가득한 다리 아래로 인도하여 망자가 노래의 집으로 떨어지게 한다. 선과 악의 균형을 이룬 자들은 9세기 저서인 다데스탄-이 데니그에 언급된 정화의 영역인 하미스타간으로 간다.
지옥은 일시적이고 개혁적인 것으로 간주된다. 처벌은 죄에 비례하며, 영혼은 영원한 저주 속에 머무르지 않는다. 지옥에는 역겨운 냄새와 악한 음식, 질식할 듯한 어둠이 있으며, 영혼들은 완전히 고립되었다고 생각하면서도 밀집되어 있다.
고대 조로아스터교 종말론에 따르면, 선과 악 사이의 3,000년 전쟁이 벌어질 것이며, 이는 악의 최후 공격으로 절정에 달할 것이다. 최후 공격 동안 해와 달은 어두워지고, 인류는 종교, 가족, 장로에 대한 경외심을 잃을 것이다. 세상은 겨울로 변하고, 앙그라 마이뉴의 가장 무서운 악당인 아지 다하카는 자유로워져 세상을 공포에 떨게 할 것이다.
전설에 따르면, 세상의 마지막 구원자인 사오시안트는 호수에서 목욕하던 중 자라투스트라의 씨앗으로 임신한 처녀에게서 태어날 것이다. 사오시안트는 죽은 자들—모든 사후 세계에 있는 자들을 포함하여—을 최종 심판을 위해 일으켜 세우고, 악한 자들을 육체적 죄를 정화하기 위해 지옥으로 돌려보낼 것이다. 다음으로, 모든 사람은 녹아내린 금속 강을 헤쳐나갈 것이며, 의로운 자들은 불타지 않지만 불결한 자들은 완전히 정화될 것이다. 선의 세력은 궁극적으로 악에 승리하여 악을 영원히 무력하게 만들지만 파괴하지는 않을 것이다. 사오시안트와 아후라 마즈다는 모든 시간과 모든 인간을 위해 황소를 최종 희생으로 바칠 것이고 모든 인간은 불멸이 될 것이다. 산들은 다시 평평해지고 계곡은 솟아오를 것이며, 노래의 집은 달로 내려오고, 지구는 둘 모두를 맞이하기 위해 솟아오를 것이다. 인류는 두 가지 측면(영적(메노그)과 물리적(게티그))을 가지고 있기 때문에 두 번의 심판이 필요할 것이다.

## 의식과 제례

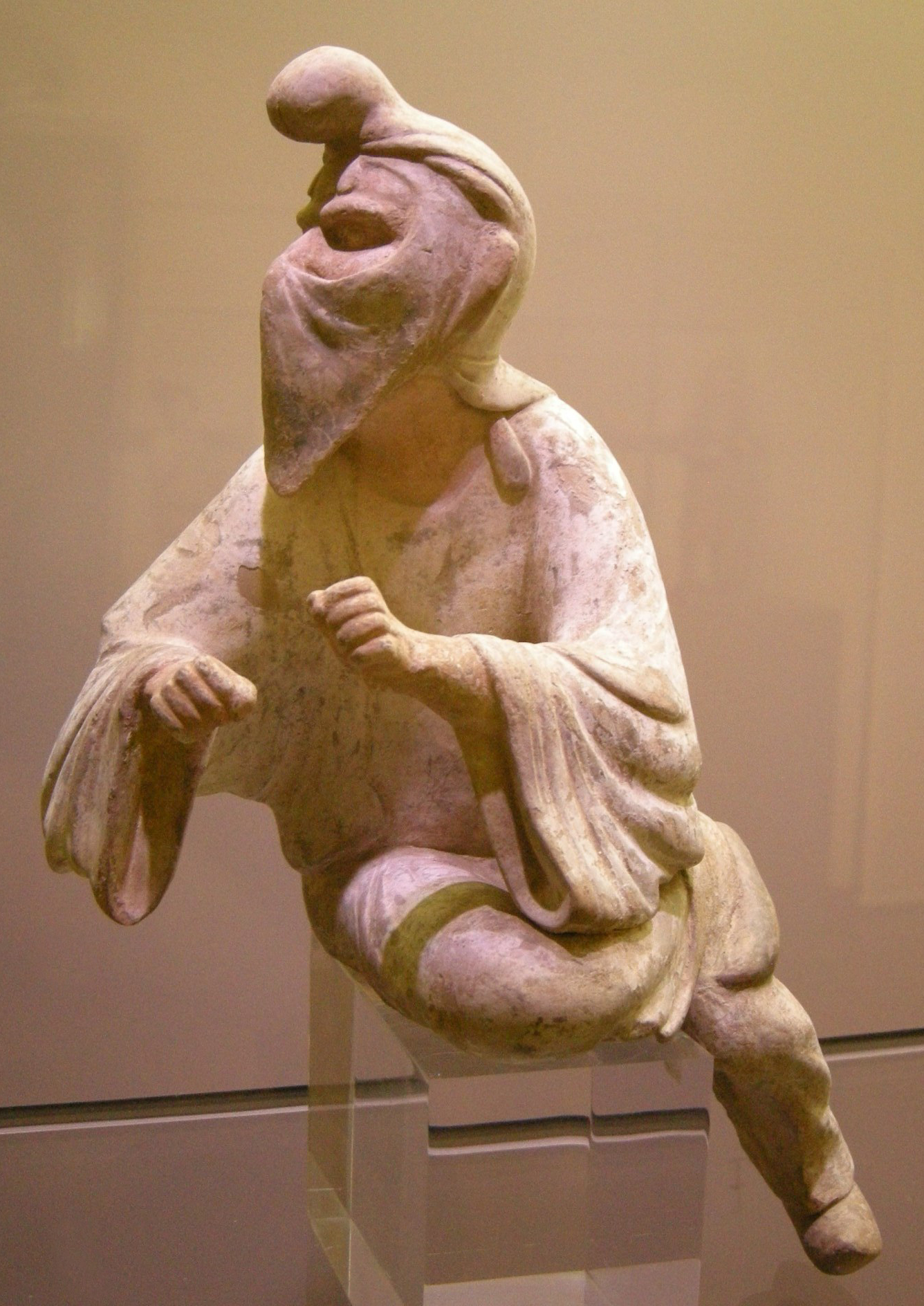
8세기 당나라 중국 점토상. 소그드인 남성이 독특한 모자와 얼굴 가리개를 착용하고 있는데, 이는 낙타를 모는 사람 또는 배화신전에서 의식을 행하는 조로아스터교 사제일 가능성이 있다. 얼굴 가리개는 호흡이나 침으로 성스러운 불을 오염시키는 것을 막기 위해 사용되었다. 토리노 오리엔트 미술관, 이탈리아.

조로아스터교 역사 전반에 걸쳐 신전과 배화신전은 신앙인들의 예배와 순례의 중심지였다. 초기 조로아스터교도들은 기원전 5세기에 노천에서 불을 피운 언덕과 구릉에서 예배를 드렸다고 기록되어 있다. 아케메네스 제국의 확장 이후, 제국 전역에 신전이 세워졌고, 특히 미트라, 아레드비 수라 아나히타, 베레트라그나 및 티슈트리야를 비롯한 아베스타에 찬송가가 있는 다른 전통적인 야자타들과 지역 신, 문화 영웅의 역할에 영향을 미쳤다. 오늘날, 실내에 지어진 배화신전들은 다양한 등급의 불이 사제단에 의해 유지되는 공동체 예배의 중심지가 되는 경향이 있다.
문화적이고 지역적인 의식의 통합은 상당히 흔하며, 약초 치유 관습, 결혼식 등과 같은 전통들이 역사적으로 조로아스터교 공동체에서 전승되어 왔다. 전통적으로 조로아스터교 의식에는 신비적인 방법, 예를 들어 보이지 않는 영역으로의 영혼 여행과 강화 포도주, 하오마, 망, 그리고 다른 의식 보조제 섭취를 포함하는 샤머니즘적 요소도 포함되었다.

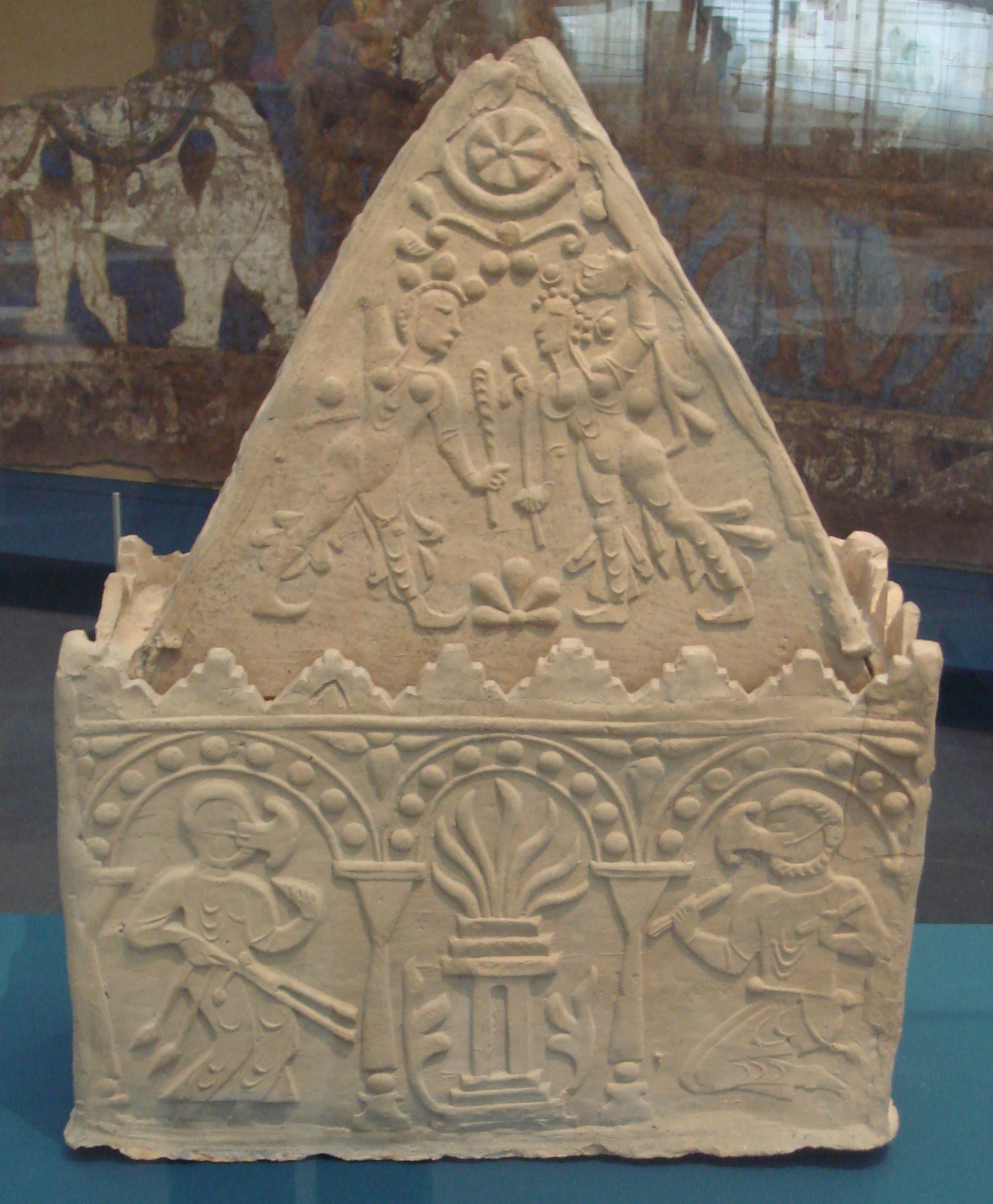
우즈베키스탄 사마르칸트 인근 물라쿠르간의 7~8세기 납골단지로, 불을 숭배하는 조로아스터교 사제들의 부조가 새겨져 있다.

전 남아시아학 교수 베티나 로보티카에 따르면, 물(아반)과 불(아타르)과 관련된 정화 의식은 조로아스터교 의식 생활의 기초로 여겨진다. 일부 조로아스터교 공동체는 주로 인도 아대륙의 지역에서 의식적 노출을 행하는데, 이 지역에서는 이러한 관습이 합법적이며 청소 동물 새들의 개체수가 충분하다. 시체는 부패 또는 드루즈의 숙주로 간주되며, 경전은 좋은 창조물을 오염시키지 않는 방식으로 처리할 것을 명령한다. 침묵의 탑이라고 불리는 구조물들은 일반적으로 이러한 관행과 연관되어 있다.
조로아스터교의 중심 의식은 야스나이며, 이는 아베스타의 동명 책을 낭송하고 하오마를 포함하는 희생 제례이다. 야스나 의식은 비스페라드와 벤디다드를 사용하여 확장될 수 있지만, 현대 조로아스터교에서는 이러한 확장된 의식은 드물다. 야스나 자체는 인도이란인 희생 의식에서 유래했으며, 아베스타에서는 다양한 정도의 동물 희생이 언급되고 여전히 조로아스터교에서 식사 전 지방 희생과 같은 간소화된 형태로 행해진다. 야스나와 같은 고위 의식은 모베드의 소관으로 여겨지며, 코르데 아베스타에는 개인 및 공동체 의식과 기도문이 포함되어 있다.
조로아스터교 신자는 나브조테/세드레 푸시 의식을 통해 신앙에 입문한다. 이 의식은 전통적으로 지망생의 후기 아동기 또는 십대 초반에 행해지지만, 의식에 대한 연령 제한은 없다. 의식 후 조로아스터교도들은 영적 상기이자 신비로운 보호를 위해 매일 세드레 (의식용 셔츠)와 쿠슈티 (의식용 허리띠)를 착용하도록 권장되지만, 개혁주의 조로아스터교도들은 축제, 의식, 기도 시에만 착용하는 경향이 있다.
역사적으로 조로아스터교도들은 매일 다섯 번의 가흐 기도를 드리고, 공동체마다 다를 수 있는 조로아스터 달력의 다양한 성스러운 축제를 유지하고 기념하도록 권장되었다. [[[만트라]]] 오류: {{전자}}: transliteration text not Latin script (pos 3: 만) (도움말)라고 불리는 조로아스터교의 기도문은 보통 자라투스트라가 가타에서 묘사한 기도 방식처럼 양손을 뻗고 행하며, 악을 물리치는 능력이 부여된 것으로 믿어지는 숙고적이고 간구적인 성격을 띤다. 경건한 조로아스터교도들은 기도 중에 전통적인 토피, 스카프, 기타 머리쓰개 또는 심지어 맨손으로 머리를 덮는 것으로 알려져 있다. 그러나 이슬람 관습에서 전통적인 완전한 가림과 베일은 조로아스터교의 일부가 아니며, 이란의 조로아스터교 여성들은 이란 이슬람 공화국의 지시에 저항하여 머리쓰개로 머리카락과 얼굴을 드러낸다.

## 경전

### 아베스타
아베스타는 아베스타어라는 고대 이란 방언으로 쓰인 조로아스터교의 중심 종교 경전 모음집이다. 아베스타의 역사는 다양한 권위 있는 팔라비 문헌에서 추측되며, 현재 아베스타의 버전은 가장 오래된 것이 사산 제국 시대까지 거슬러 올라간다. 아베스타는 다른 시기에 작성되어 역사가들이 시간이 지남에 따라 종교가 어떻게 변했는지 볼 수 있는 일련의 스냅샷을 제공한다. 중세 페르시아 전통에 따르면, 아후라 마즈다는 원래의 아베스타 21권의 나스크를 만들었고, 자라투스트라가 이를 비슈타스파에게 가져왔다. 여기서 두 권의 사본이 만들어졌는데, 하나는 기록 보관소에 보관되었고 다른 하나는 황실 보물고에 보관되었다. 알렉산드로스의 페르시아 정복 중, 아베스타(1200개의 황소 가죽에 쓰여진)는 불탔고, 그리스인들이 사용할 수 있는 과학적인 부분은 그들 사이에 흩어졌다. 그러나 이에 대한 강력한 역사적 증거는 없으며, 덴카르트, 탄사르나마, 아르다 비라프 나마그, 분다히슈나, 잔드-이 와흐만 야스나 또는 구전된 구전 전통과 같은 조로아스터교 전통의 확언에도 불구하고 논쟁의 여지가 남아 있다.
전통에 따르면, 발락스 왕(그는 아르사케스 왕조의 볼로가세스 1세로 확인된다)의 통치 기간 동안, 아베스타로 여겨지는 것을 복원하려는 시도가 이루어졌다. 사산 제국 시대에 아르데시르는 자신의 대사제 탄사르에게 발락스 왕이 시작했던 작업을 마치도록 명령했다. 샤푸르 1세는 그리스인들이 소유하고 있던 아베스타의 과학적 텍스트 부분을 찾아내기 위해 사제들을 보냈다. 샤푸르 2세 통치하에서 아르데르바드 마흐레스판단드는 정통성을 확보하기 위해 경전을 수정했으며, 호스로 1세 통치하에서는 아베스타가 팔라비어로 번역되었다.
그러나 아베스타의 편집은 사산 제국으로 거슬러 올라가는데, 팔라비 문학이 옳다면 오늘날까지 남아 있는 것은 그 일부에 불과하다. 이후의 필사본들은 모두 사산 제국이 멸망한 후의 것으로, 가장 최근의 것은 사산 제국 멸망 590년 후인 1288년의 것이다. 오늘날 남아있는 텍스트는 가타, 야스나, 비스페라드 및 벤디다드이며, 후자의 포함 여부는 신앙 내에서 논란이 있다. 이 텍스트들과 함께 개인, 공동체, 의식용 기도서인 코르데 아베스타가 있는데, 여기에는 야슈트와 다른 중요한 찬송가, 기도, 의식이 포함되어 있다. 아베스타의 나머지 자료들은 아베스타어로 쓰였지만 불완전하고 일반적으로 출처를 알 수 없다는 점에서 "아베스타 단편"이라고 불린다.

### 팔라비어
9세기와 10세기에 만들어진 중세 페르시아 및 팔라비 작품에는 많은 조로아스터교 종교 서적이 포함되어 있는데, 이는 대부분의 작가와 필사자들이 조로아스터교 성직자의 일원이었기 때문이다. 이 시대의 가장 중요하고 중요한 책들에는 덴카르트, 분다히슈, 메노그-이 크라드, 자스프람 선집, 자마스프 나마그, 마누셰르의 서한, 리바야트, 다데스탄-이-데니그, 그리고 아르다 비라프 나마그가 있다. 이 시기에 조로아스터교에 대해 쓰인 모든 중세 페르시아 텍스트는 종교에 대한 이차적인 작품으로 간주되며, 경전이 아니다.

## 역사

### 자라투스트라
조로아스터교는 고대 이란에서 자라투스트라에 의해 창시되었다. 종교 창시의 정확한 시기는 불확실하며, 기원전 2000년부터 알렉산드로스 대왕 이전 200년까지 추정치가 다양하다. 자라투스트라는 이란 북동부 또는 아프가니스탄 남서부에서 동물공희가 과도하고 향정신성 물질의 의식적 사용이 과도한 다신교 종교 문화를 가진 지역에서 태어났다. 그의 삶은 끊임없는 약탈과 분쟁의 위협 속에서 평화와 안정을 찾으려는 그의 민족의 시도에 깊은 영향을 받았다. 자라투스트라의 출생과 초기 삶은 거의 기록되어 있지 않지만, 후기 문헌에서 많이 추측된다. 알려진 것은 아베스타의 핵심을 이루는 가타에 기록되어 있으며, 가타는 자라투스트라 자신이 지은 것으로 여겨지는 찬송가를 포함한다. 스피타마 부족에서 태어난 그는 자신을 시인-사제이자 예언자라고 칭한다. 그는 아내, 세 아들, 세 딸을 두었는데, 그 수는 다양한 문헌에서 파악되었다.
자라투스트라는 청동기 시대 이란인들의 많은 신들과 압제적인 계급 구조를 거부했는데, 이 제도에서 카비(Kavis)와 카라판(Karapans, 왕자와 사제)은 일반 백성을 통제했다. 그는 또한 잔인한 동물 희생과 하오마 식물(아마도 마황 또는 페가눔 하르말라의 한 종류로 추정되는)의 과도한 사용에 반대했지만, 절제가 지켜진다면 두 관행 모두를 노골적으로 비난하지는 않았다.

### 전설적인 이야기
후기 조로아스터교 전통에 따르면, 자라투스트라는 30세 때 하오마 의식을 위해 다이티 강에 물을 뜨러 갔고, 그가 물에서 나왔을 때 보후 마나흐의 환영을 보았다. 그 후 보후 마나흐는 그를 다른 여섯 명의 아메샤 스펜타에게 데려갔고, 그곳에서 그는 환영을 완성했다. 이 환영은 그의 세상에 대한 시각을 급진적으로 변화시켰고, 그는 이 시각을 다른 사람들에게 가르치려고 노력했다. 자라투스트라는 하나의 최고 창조신을 믿었고, 이 창조자의 발현인 아메샤 스펜타와 그가 아후라라고 부른 다른 신들(야자타)을 인정했다. 옛 종교의 신들 중 일부인 다에바(어원적으로 산스크리트어 데바와 유사한)는 전쟁과 분쟁을 즐기는 것처럼 보였고, 자라투스트라에 의해 앙그라 마이뉴의 악한 일꾼으로 비난받았다.
자라투스트라의 사상은 빨리 받아들여지지 않았다. 그는 원래 한 명의 개종자만 있었다: 그의 사촌 마이드요이만하.

#### 카셰마르의 사이프러스
카셰마르의 사이프러스는 전설적인 아름다움과 거대한 크기를 지닌 신화적인 사이프러스 나무이다. 자라투스트라가 낙원에서 가져온 가지에서 자라났다고 하며, 오늘날 이란 북동부의 카셰마르에 서 있었고, 비슈타스파 왕이 조로아스터교로 개종한 것을 기념하여 자라투스트라가 심었다고 전해진다. 이란의 물리학자이자 역사가인 자카리야 알카즈위니에 따르면, 비슈타스파 왕은 자라투스트라의 후원자였으며, 직접 나무를 심었다고 한다. 그의 저서인 《아자이브 알-마클루카트 와 가라이브 알-마우주다트》에서 그는 아바스 칼리파 알무타와킬이 서기 247년(861년)에 거대한 사이프러스 나무를 베어 이란 전역으로 운반하여 사마라에 있는 그의 새 궁전의 들보로 사용하게 했다고 더 자세히 묘사한다. 그 전에 그는 나무가 자신의 눈앞에서 재건되기를 원했다. 이란인들이 나무를 살리기 위해 막대한 돈을 제안했음에도 불구하고 이것은 이루어졌다. 알무타와킬은 티그리스 강변에 나무가 도착한 밤에 튀르크족 병사(아마도 그의 아들의 사주를 받았을 수도 있는)에게 살해당했기 때문에 사이프러스 나무를 보지 못했다.

#### 카셰마르 배화신전
카셰마르 배화신전은 비슈타스파가 자라투스트라의 요청에 따라 카셰마르에 지은 최초의 조로아스터교 배화신전이었다. 피르다우시의 샤나메의 일부에서는 자라투스트라를 만나고 비슈타스파가 종교를 받아들이는 이야기가 규제되어 있다. 조로아스터교를 받아들인 후, 비슈타스파는 전 세계에 사제들을 보내고 아자르를 배화신전(돔)에 들여보내며, 그들 중 첫 번째인 아두르 부르젠-미르는 카셰마르에 세워졌고, 배화신전 앞에 사이프러스 나무를 심어 바히 종교를 받아들이는 상징으로 삼았다. 그리고 그는 전 세계의 모든 유명한 남녀들에게 그 예배 장소로 오라고 명령했다.
파이쿨리 비문에 따르면, 사산 제국 시대에 카셰마르는 호라산의 일부였으며, 사산조는 고대 종교를 부흥시키기 위해 노력했다. 그것은 여전히 카셰마르의 고대 도시에서 몇 킬로미터 떨어진 아타쉬가 성 단지에 남아 있다.

### 초기 역사

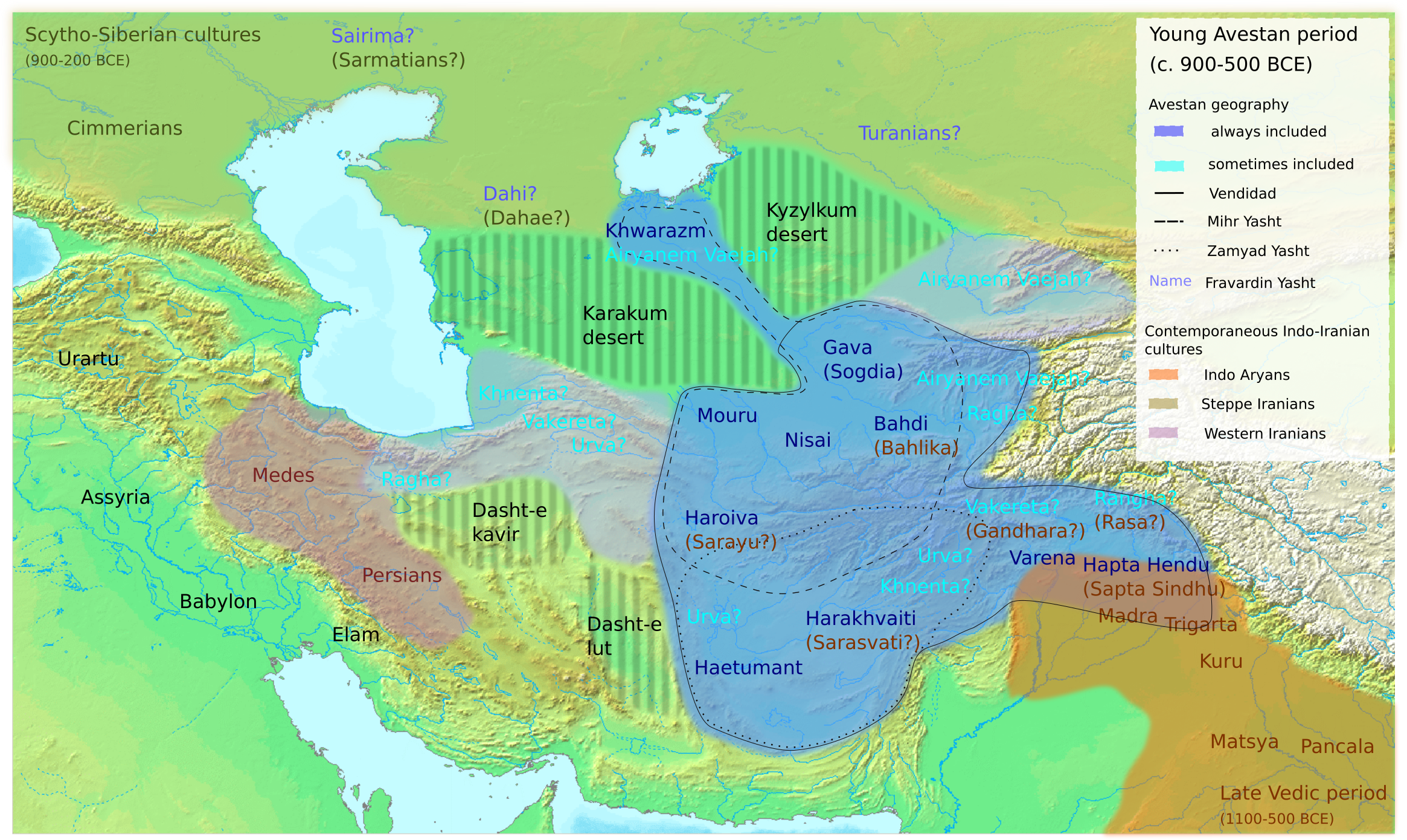
젊은 아베스타 시대의 아베스타인들의 지리적 지평. 다양한 지역화의 출처는 파일 설명에 있다.

조로아스터교의 뿌리는 기원전 2천년기 초로 거슬러 올라가는 공통적인 선사 시대 인도이란인 종교 체계에 있는 것으로 생각된다. 자라투스트라 예언자 자신은 전통적으로 기원전 6세기로 거슬러 올라가지만, 많은 현대 역사가들은 그가 기원전 2천년기 후반에 살았던 다신교적 이란 종교의 개혁가였다고 생각한다. 조로아스터교 전통은 아리아네므 바에자흐를 자라투스트라의 고향이자 종교의 탄생지로 지목한다. 아리아네므 바에자흐의 위치에 대해서는 합의된 바가 없지만, 호라즘 지역이 현대 학자들에 의해 후보지로 간주되고 있다. 조로아스터교는 젊은 아베스타 시대에 이르러서야 확고하게 정립된 종교가 되었다. 이 시기에 조로아스터교 공동체는 페르시아 문화권의 동부에 집중되어 있었다. 아베스타 시대의 연대에 대한 합의는 없지만, 페르시아와 메디아 제국의 영향이 아베스타에 보이지 않는다는 점은 기원전 1천년기 전반기를 유력한 시기로 만든다.

### 고전 고대

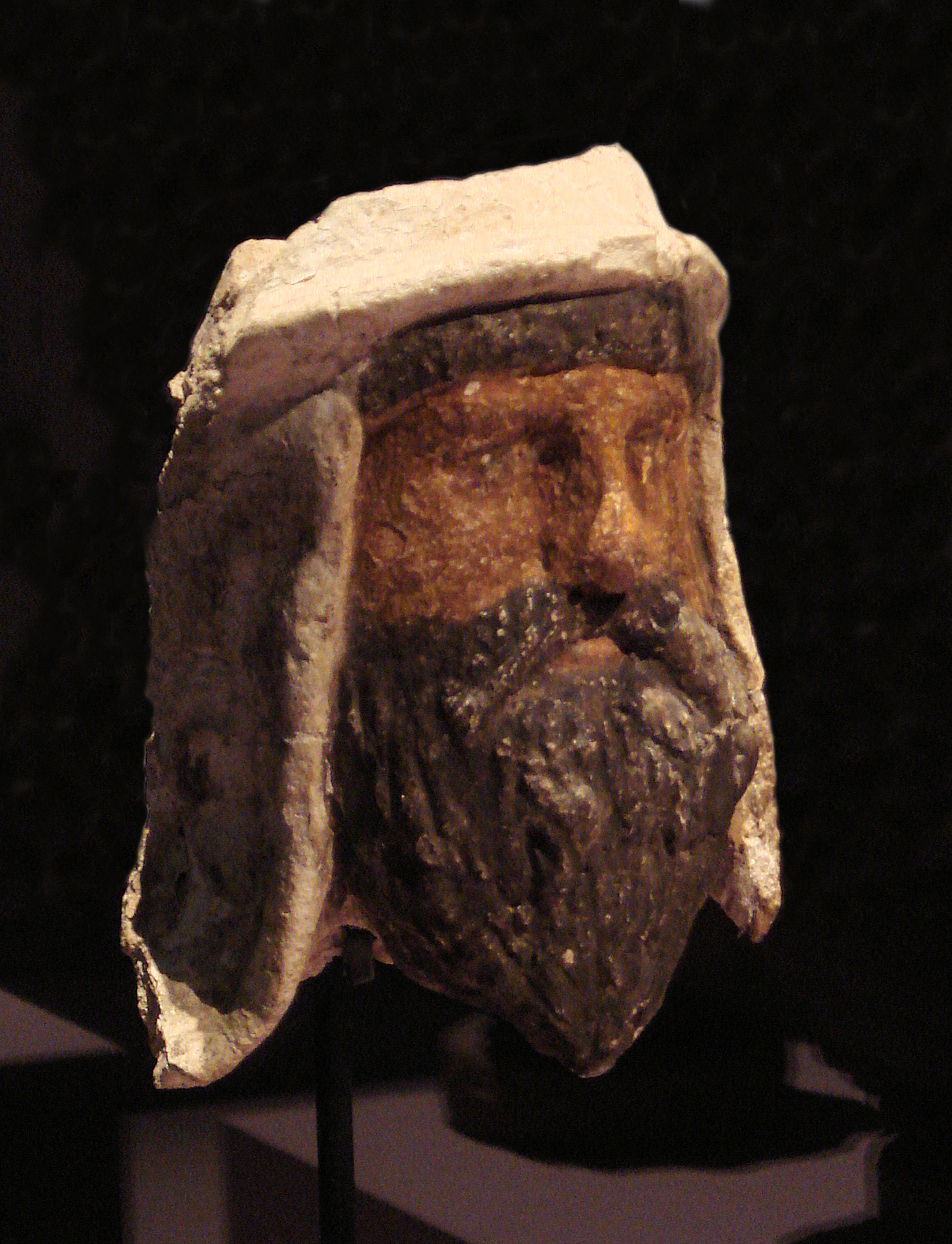
박트리아 양식의 독특한 머리쓰개를 착용한 조로아스터교 사제의 채색 점토 및 알라바스터 두상. 타지키스탄 탁티 상인, 그레코-박트리아 왕국, 기원전 3~2세기.

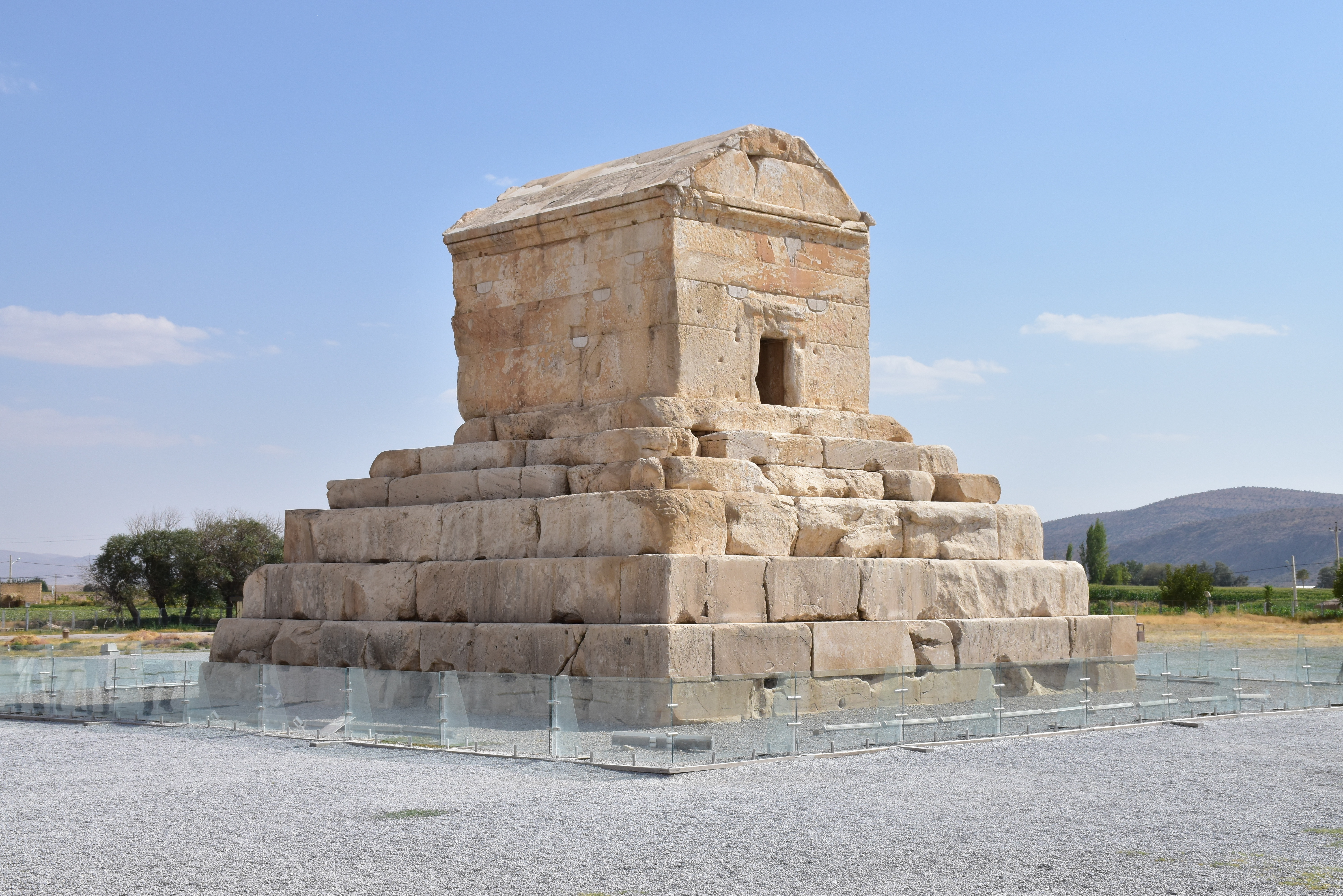
이란 파사르가다에에 있는 키루스 대제의 무덤.

조로아스터교는 기원전 5세기 중반에 기록된 역사에 등장한다. 헤로도토스의 《역사》(완성  기원전 440년c.)에는 죽은 자의 노출을 포함하여 명백히 조로아스터교적인 특징을 가진 이란 사회에 대한 설명이 포함되어 있다.
《역사》는 아케메네스 제국 시대(기원전 648년~330년) 초기에 대한 주요 정보원이며, 특히 마기의 역할과 관련하여 그러하다. 헤로도토스에 따르면, 마기는 메디아의 여섯 번째 부족(키루스 2세 아래 페르시아 제국이 통일되기 전까지 모든 이란인들은 고대 세계 민족들에 의해 "메데인" 또는 "마다인"으로 불렸다)이었고, 메디아 황실에서 상당한 영향력을 행사했다.
기원전 550년에 메디아와 페르시아 제국이 통합된 후, 키루스 2세와 그의 아들 캄비세스 2세는 마기들이 영향력을 잃은 후 불화를 조장하려고 시도하자 마기의 권력을 제한했다. 기원전 522년에 마기들은 반란을 일으켜 왕위의 경쟁자를 내세웠다. 찬탈자는 키루스의 어린 아들 스메르디스를 가장하여 곧 권력을 장악했다. 캄비세스의 전제적인 통치와 이집트에서의 오랜 부재로 인해, 페르시아인, 메디아인 및 다른 모든 민족을 포함한 모든 백성은 찬탈자를 인정했는데, 특히 그가 3년간 세금 감면을 허용했기 때문이다.
다리우스 1세와 후대의 아케메네스 황제들은 베히스툰 비문에 여러 번 증명된 바와 같이 아후라 마즈다에 대한 헌신을 비문에 새겼고, 다른 종교들과의 공존 모델을 계속 유지한 것으로 보인다. 다리우스가 자라투스트라의 가르침을 따랐는지는 확실히 확립되지 않았다. 아후라 마즈다 숭배가 오로지 조로아스터교의 관습이었다는 주목할 만한 징후가 없기 때문이다.
후대 조로아스터교 전설(덴카르트 및 아르다 비라프 나마그)에 따르면, 알렉산드로스 대왕의 군대가 페르세폴리스를 침략하고 그곳의 왕립 도서관을 파괴하면서 많은 성스러운 텍스트가 유실되었다. 디오도로스 시켈로스의 《비블리오테카 히스토리카》(완성  기원전 60년c.)는 이 조로아스터교 전설을 뒷받침하는 것으로 보인다. 한 고고학적 조사에 따르면, 크세르크세스 1세 궁전 유적에는 불에 탄 흔적이 남아 있다. 덴카르트가 시사하듯이 금박으로 양피지에 쓰여진 방대한 (준)종교적 텍스트 모음이 실제로 존재했는지는 여전히 추측의 문제로 남아 있다.
알렉산드로스의 정복으로 조로아스터교는 헬레니즘 종교로 대체되었지만, 아케메네스 제국 멸망 후 수 세기 동안 페르시아 본토와 옛 아케메네스 제국의 핵심 지역, 특히 아나톨리아, 메소포타미아, 캅카스에서는 이 종교가 계속해서 행해졌다. 카파도키아 왕국은 과거 아케메네스 제국의 영토였는데, 그곳의 페르시아 식민지 주민들은 본토 이란의 동족들과 단절된 채 조상들의 신앙[조로아스터교]을 계속해서 실천했다. 그곳에서 기원전 1세기 스트라본은 (XV.3.15) 이 "불을 피우는 자들"이 많은 페르시아 신들의 성지와 배화신전을 소유하고 있다고 기록했다. 스트라본은 또한 이들이 주목할 만한 담장을 가지고 있었고, 그 중앙에는 많은 양의 재가 있는 제단이 있었으며, 마기들은 그곳에서 불을 항상 타오르게 했다고 진술했다. 파르티아 제국(기원전 247년 ~ 서기 224년)이 멸망하고 나서야 조로아스터교는 다시 관심을 받게 된다.

### 후기 고대

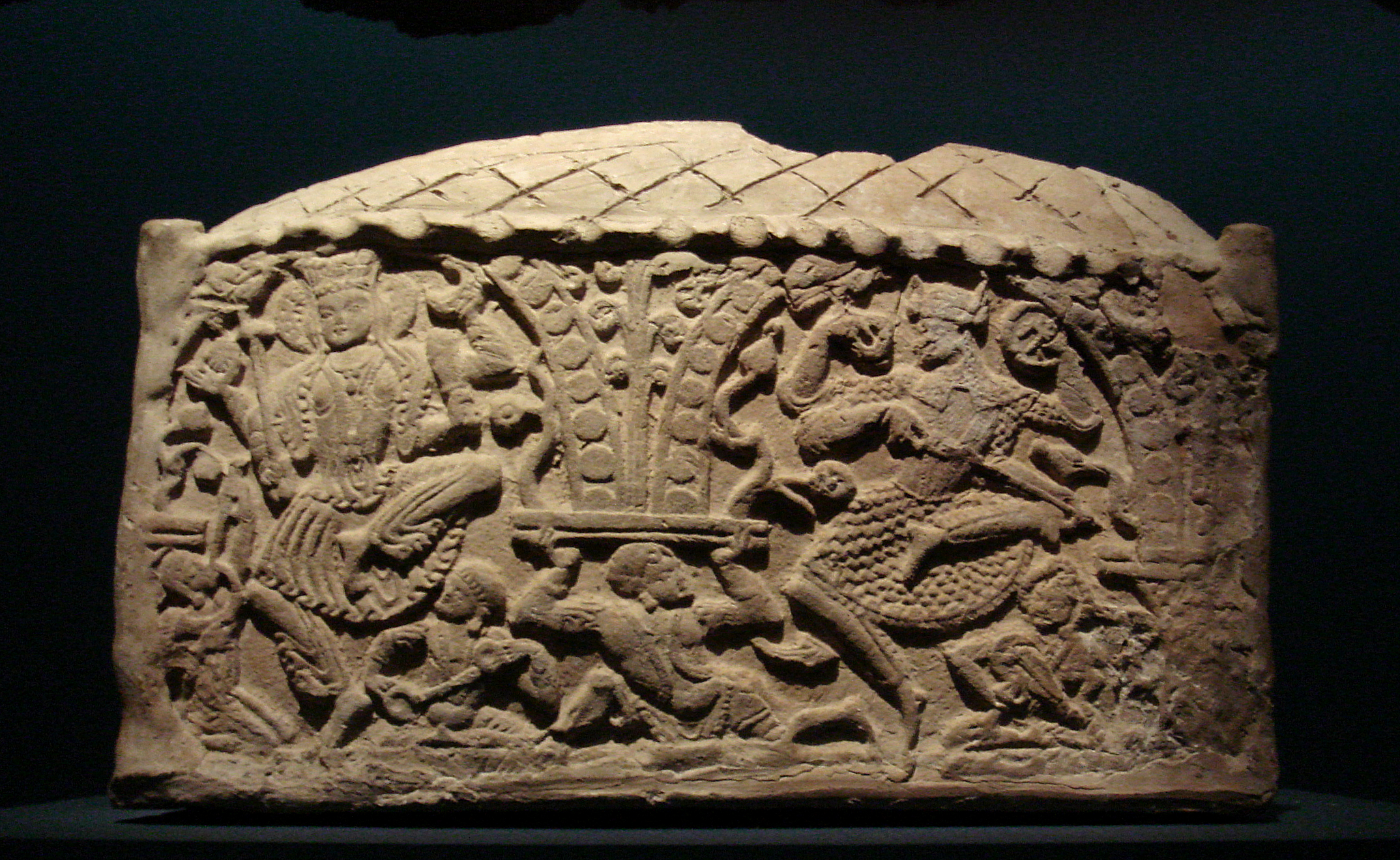
우즈베키스탄 히르만 테페의 7~8세기 조로아스터교 납골단지.

파르티아 제국 시대까지 일부 형태의 조로아스터교는 의심할 여지 없이 아르메니아 영토에서 지배적인 종교였다. 사산조는 주르반주의 형태의 조로아스터교를 적극적으로 장려했으며, 종종 점령된 영토에 배화신전을 건설하여 종교를 확산시켰다. 수 세기 동안 캅카스에 대한 종주권을 행사하는 동안, 사산조는 그곳에서 조로아스터교를 성공적으로 장려하려고 시도했다.
기독교 로마 제국과의 연관성 때문에 파르티아 시대 이래로 페르시아의 주요 경쟁국이었던 사산조는 로마 기독교를 의심했으며, 콘스탄티누스 1세의 통치 이후 때때로 기독교를 박해했다. 서기 451년, 사산조 당국은 아르메니아 신민들과 아바라야르 전투에서 충돌하여 그들을 로마 교회와 공식적으로 단절시켰다. 그러나 사산조는 동방교회의 기독교를 용인하거나 심지어 때때로 선호했다. 조지아(캅카스 이베리아)의 기독교 수용으로 그곳의 조로아스터교는 서서히 그러나 확실히 쇠퇴했지만, 5세기 후반까지도 여전히 두 번째 공식 종교처럼 널리 행해졌다.

### 중세 시대의 쇠퇴

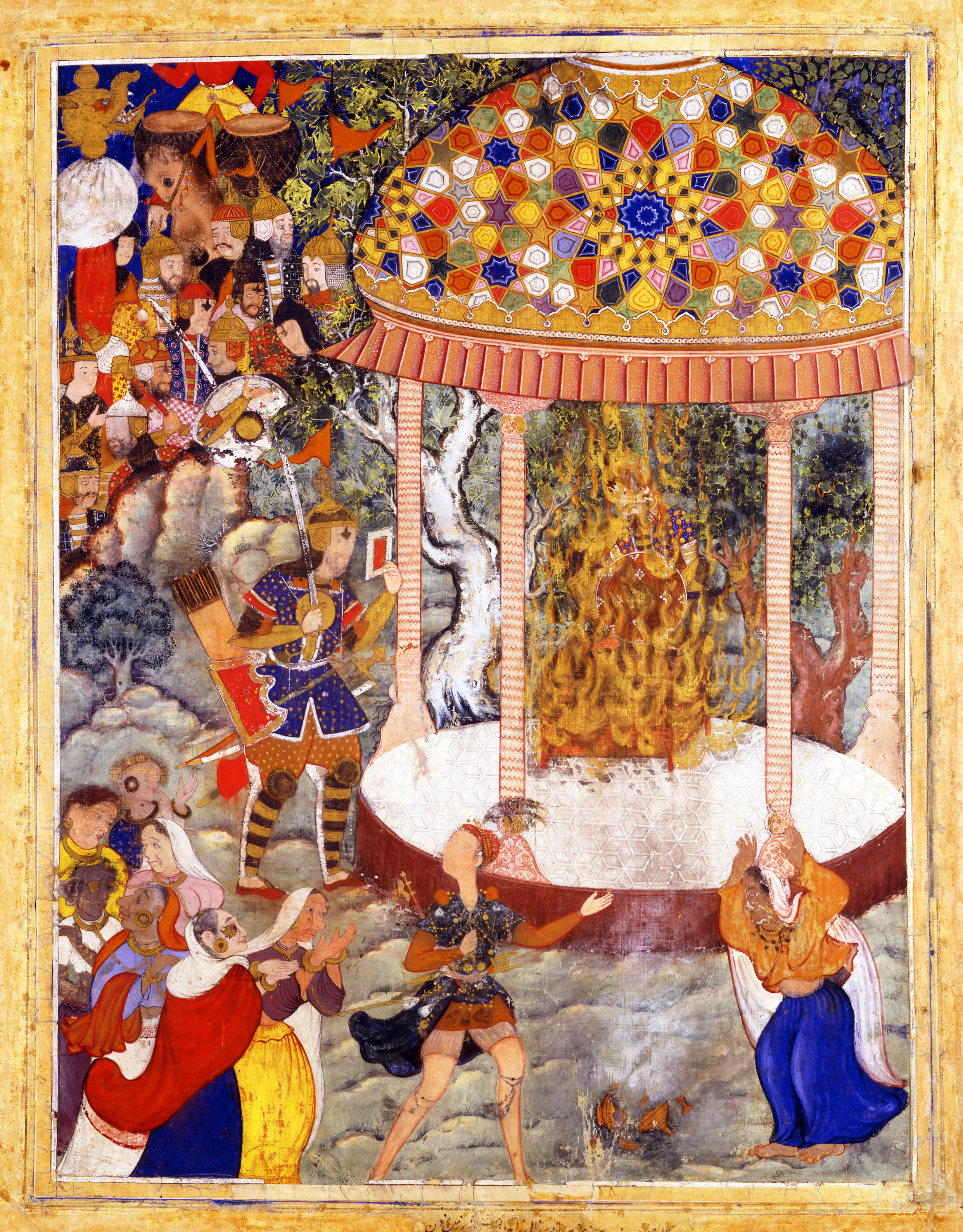
함자나마의 한 장면. 함자 이븐 압둘 무탈리브가 자르투스트의 가슴을 태우고 그의 재가 담긴 항아리를 부순다.

7세기에 걸쳐 16년 동안 사산 제국의 대부분이 떠오르는 이슬람 칼리파국에 의해 정복되었다. 비록 국가의 행정은 빠르게 이슬람화되어 우마이야 칼리파국에 편입되었지만, 처음에는 새로 복속된 백성들에게 이슬람을 받아들이도록 심각한 압력이 거의 가해지지 않았다. 그 수가 워낙 많았기 때문에 정복된 조로아스터교도들은 딤미로 대우받아야 했고(수 세기 동안 이 분류의 유효성에 대한 의심이 지속되었음에도 불구하고), 이는 그들이 보호받을 자격이 있음을 의미했다. 이슬람 법학자들은 오직 무슬림만이 완벽하게 도덕적일 수 있다고 주장했지만, 이교도들은 그들의 지배자들을 괴롭히지 않는 한 그들의 죄악에 내버려두는 것이 나을 수도 있었다. 대체로 정복이 끝나고 지역 조건이 합의되자 아랍 총독들은 조공을 받는 대가로 지역 주민들을 보호했다.
아랍인들은 사산조의 조세 제도를 채택했는데, 지주에게 부과되는 토지세와 개인에게 부과되는 인두세를 모두 포함한다. 이것을 지즈야라고 불렀으며, 비무슬림(즉, 딤미)에게 부과되는 세금이었다. 시간이 흐르면서 이 인두세는 비무슬림을 굴복시키는 수단으로 사용되었고, 그들의 열등한 지위를 강조하기 위한 여러 법률과 제한이 발전했다. 초기 정통 칼리파 시대에는 비무슬림들이 세금을 내고 딤미 법을 준수하는 한, 행정관들은 비무슬림들을 그들의 종교와 그들의 땅에 남겨두도록 명령받았다.
아바스 통치 하에서, 당시 다수였던 무슬림 이란인들은 많은 경우 지역 조로아스터교도들을 심하게 무시하고 학대했다. 예를 들어, 9세기에 호라산에 있는 매우 존경받던 사이프러스 나무(파르티아 시대 전설에 따르면 자라투스트라 자신이 심었다고 한다)가 2,000 마일 (3,200 km) 떨어진 바그다드의 궁전 건축을 위해 벌목되었다. 10세기에는 침묵의 탑이 많은 노력과 비용을 들여 완공된 날, 한 무슬림 관리가 그 위에 올라가서 아잔 (무슬림 기도 소리)을 외쳤다. 이것은 건물을 합병하기 위한 구실로 사용되었다.
결국 비루니와 같은 무슬림 학자들은 예를 들어 호라즘인의 신념에 대한 기록이 거의 남아 있지 않다는 것을 발견했는데, 이는 쿠타이바 이븐 무슬림과 같은 인물들이 호라즘 문자를 쓰고 읽을 줄 아는 모든 사람, 그 나라의 역사를 알고 그들의 과학을 연구했던 모든 사람을 가능한 모든 방법으로 말살하고 파괴했기 때문이다. 그 결과, 이러한 것들은 너무나 많은 모호함에 휩싸여 있어서 이슬람 시대 이후의 나라 역사에 대한 정확한 지식을 얻는 것은 불가능하다...

#### 개종
새로운 지도층과 괴롭힘에 시달렸음에도 불구하고 조로아스터교도들은 이전의 방식을 계속 유지할 수 있었지만, 서서히 그리고 꾸준히 개종으로 이어지는 사회적, 경제적 압력이 존재했으며, 귀족과 도시 거주자들이 먼저 개종했고, 농민과 지주 계층 사이에서는 이슬람이 더디게 받아들여졌다. 권력과 세속적 이득은 이제 이슬람 추종자들에게 있었고, 공식 정책은 냉담한 경멸이었지만, 개종시키려 애쓰고 모든 수단을 동원할 준비가 된 개별 무슬림들도 있었다.
시간이 흐르면서 이슬람이 부분적으로 이란 종교인 것처럼 보이게 하는 전통이 생겨났다. 그 한 예가 넷째 칼리프 알리의 아들이자 이슬람 예언자 무함마드의 손자인 후사인 이븐 알리가 사산조 공주 샤르바누와 결혼했다는 전설이었다. 이 "완전히 허구적인 인물"은 후사인에게 역사적인 넷째 시아파 이맘인 알리 이븐 후사인 자인 알아비딘을 낳았다고 전해지며, 그는 칼리프 자리가 자신과 후손에게 정당하게 속하며, 우마이야 왕조가 부당하게 그것을 빼앗았다고 주장했다. 사산조 출신이라는 주장된 혈통은 우마이야 왕조의 아랍 민족주의에 대항하는 역할을 했고, 조로아스터교 과거와의 이란 민족적 연관성은 해제되었다. 따라서 학자 메리 보이스에 따르면, 더 이상 조로아스터교도들만이 애국심과 과거에 대한 충성심을 대변하지 않게 되었다. 무슬림이 되는 것이 반이란적이라는 "저주스러운 비난"은 조로아스터교 텍스트에서 관용구로만 남게 되었다.
이란의 지지를 받은 아바스 왕조는 750년에 우마이야 칼리파국을 전복시켰고, 그 후 칼리파 정부(명목상 1258년까지 지속됨)에서는 이란과 수도 바그다드 모두에서 무슬림 이란인들이 새로운 정부에서 현저한 특혜를 받았다. 이것은 아랍인과 이란인 사이의 적대감을 완화했지만, 무슬림과 비무슬림 사이의 구분을 더욱 날카롭게 했다. 아바스 왕조는 이단자들을 열성적으로 박해했으며, 비록 이것이 주로 무슬림 종파주의자들을 겨냥했지만, 비무슬림들에게도 더 가혹한 환경을 조성했다.

#### 생존

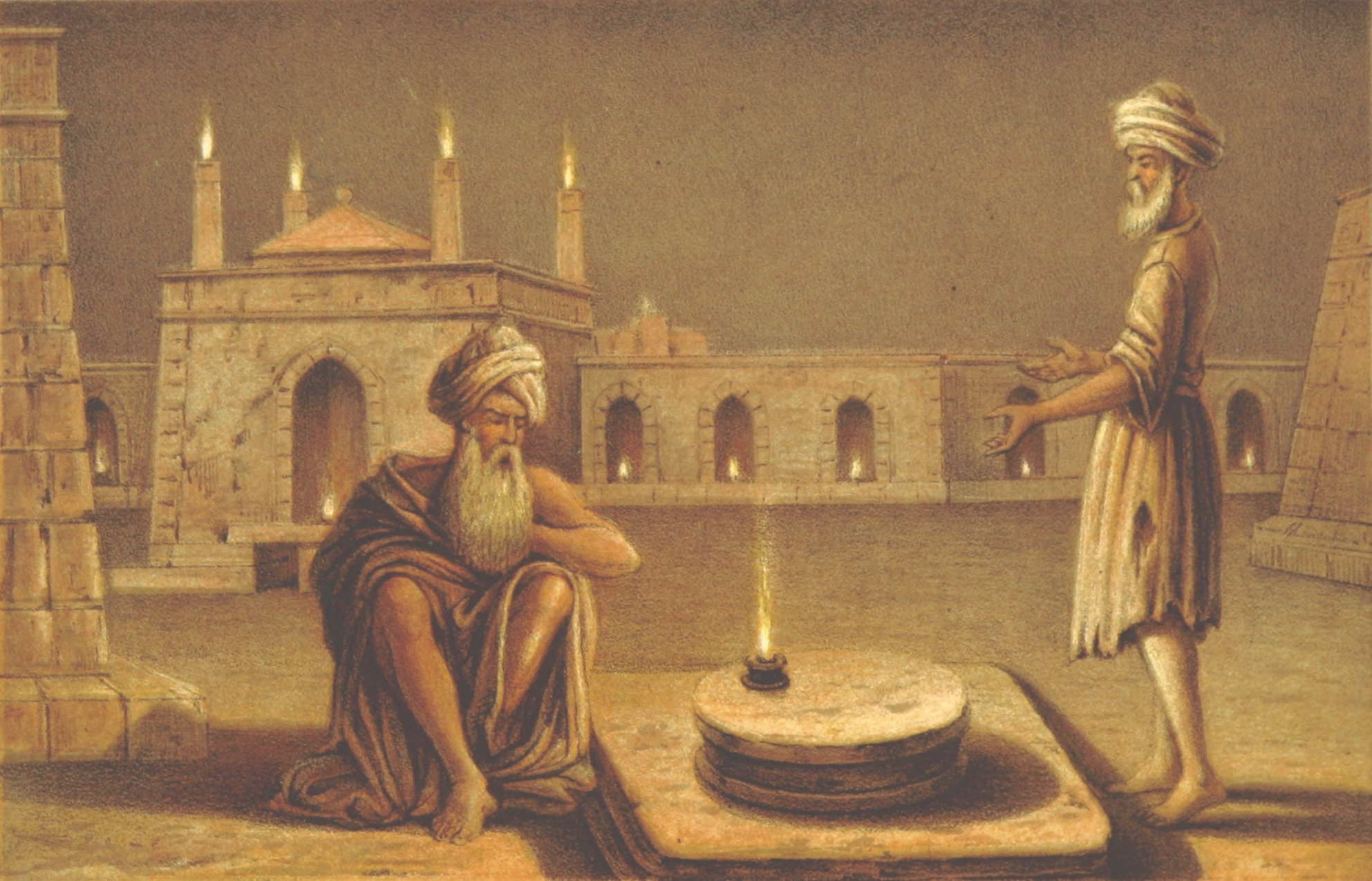
바쿠의 배화신전, c. 1860

경제적, 사회적 개종 유인에도 불구하고, 조로아스터교는 일부 지역에서, 특히 칼리파국의 수도 바그다드에서 가장 멀리 떨어진 지역에서 여전히 강한 세력을 유지했다. 부하라 (현재 우즈베키스탄)에서는 이슬람에 대한 저항으로 9세기 아랍 지휘관 쿠타이바가 자신의 지방을 네 번이나 개종시켜야 했다. 처음 세 번은 주민들이 옛 종교로 돌아갔다. 마침내 총독은 그들의 종교를 모든 면에서 어렵게 만들었고, 지역 배화신전을 모스크로 바꾸었으며, 각 참석자에게 두 디르함을 지불하여 지역 주민들이 금요 예배에 참석하도록 장려했다. 아랍 총독이 거주하는 도시들은 이러한 압력에 특히 취약했으며, 이러한 경우 조로아스터교도들은 순응하거나 보다 우호적인 행정 지역으로 이주하는 것 외에는 선택의 여지가 없었다.
9세기는 8세기부터 10세기 사이에 작곡 또는 재작성된 수많은 조로아스터교 경전을 정의하게 되었다(이후에도 한동안 계속된 필사와 사소한 수정은 제외). 이 모든 작품은 당시의 중세 페르시아어 방언(아랍어 단어는 없음)으로 쓰였으며, 어려운 팔라비 문자로 작성되었다(따라서 그 조로아스터교 책들의 언어 변형과 장르 이름으로 "팔라비"라는 용어가 채택되었다). 이 책들을 소리 내어 읽으면 평신도도 이해할 수 있었을 것이다. 이 텍스트들 중 많은 부분이 당시의 고난에 대한 반응이며, 이들 모두는 종교적 신념을 굳건히 지키라는 권고를 포함하고 있다.
10세기 이란의 귀족은 이란 북동부의 호라산에서 네 명의 조로아스터교 사제를 모아 사산조 시대의 중세 페르시아어 저작인 "주님의 책"(Khwaday Namag)을 팔라비 문자에서 아랍 문자로 옮겨 쓰게 했다. 이 필사본은 중세 페르시아어 산문으로 남아 있었으며(아랍어 버전도 알무카파에 의해 존재한다), 957년에 완성되었고 이후 피르다우시의 왕의 책의 기초가 되었다. 이는 조로아스터교도와 무슬림 모두에게 엄청난 인기를 얻었으며, 아르사케스 왕조를 전복시킨 사산조의 정당성을 전파하는 역할도 했다.
이주에는 대염 사막 내 또는 가장자리에 있는 도시들, 특히 야즈드와 케르만으로의 이주가 포함되었으며, 이들 도시는 오늘날까지도 이란 조로아스터교의 중심지로 남아 있다. 야즈드는 몽골 일 칸국 통치 기간 동안 이란 고위 사제들의 거처가 되었는데, 이때 비무슬림이 생존할 최선의 희망은 눈에 띄지 않는 것이었다. 현재 조로아스터교의 생존에 결정적인 역할을 한 것은 이란 북동부의 "남서 호라산의 산잔"이라는 도시에서 서인도 구자라트주로의 이주였다. 이 집단의 후손들은 오늘날 파르시인으로 알려져 있는데—구자라트인들은 오랜 전통에 따라 이란 출신 모든 사람을 그렇게 불렀다—이들은 오늘날 인도 조로아스터교 두 집단 중 더 큰 집단을 대표한다.

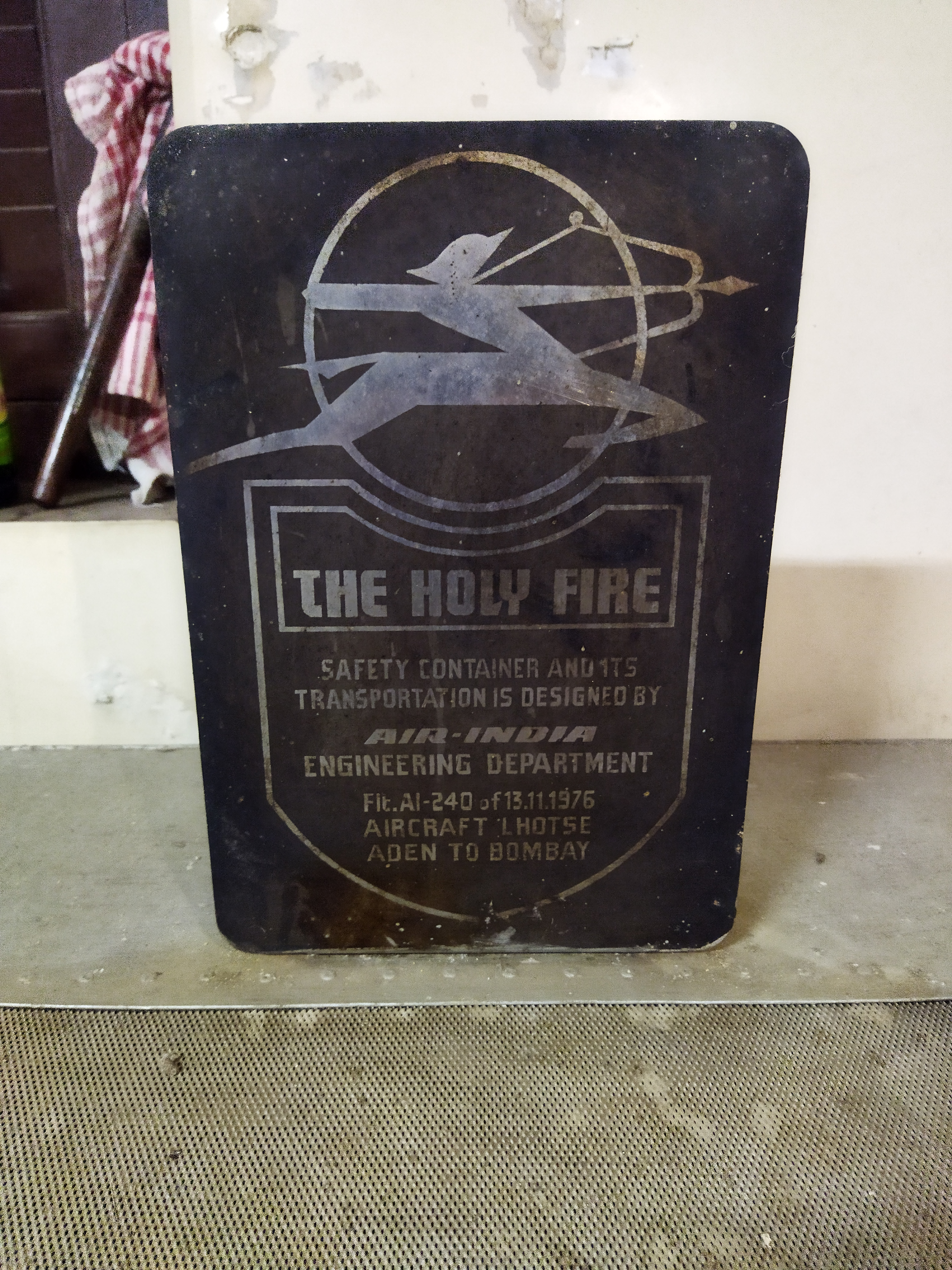
아덴에서 인도 로나발라의 아기아리까지 성스러운 불을 운반하는 특별 컨테이너

조로아스터교와 이슬람교 간의 갈등은 10세기와 11세기에 감소했다. "모두 열렬한 무슬림인" 지역 이란 왕조들은 칼리프의 대체로 독립적인 봉신으로 부상했다. 16세기에 이란 조로아스터교도들과 인도 동족 간의 초기 서신 중 하나에서 야즈드의 사제들은 "어떤 시기도, 심지어 알렉산드로스 시대조차도, '진노의 악마의 천년'보다 신자들에게 더 고통스럽거나 어려웠던 적이 없었다"고 한탄했다.

### 현대

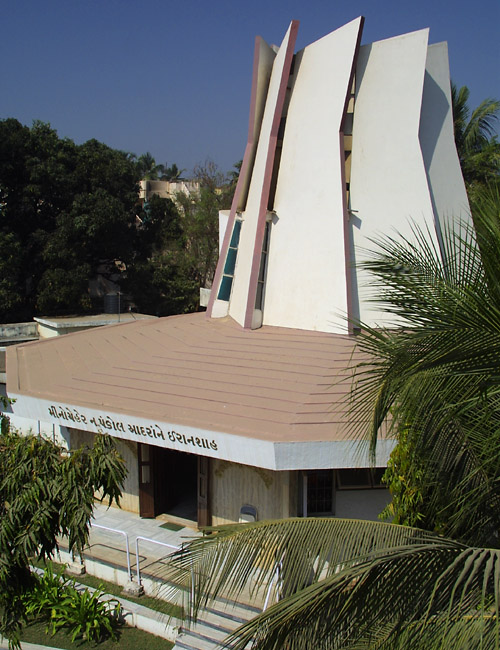
인도 서부의 현대 조로아스터교 배화신전.

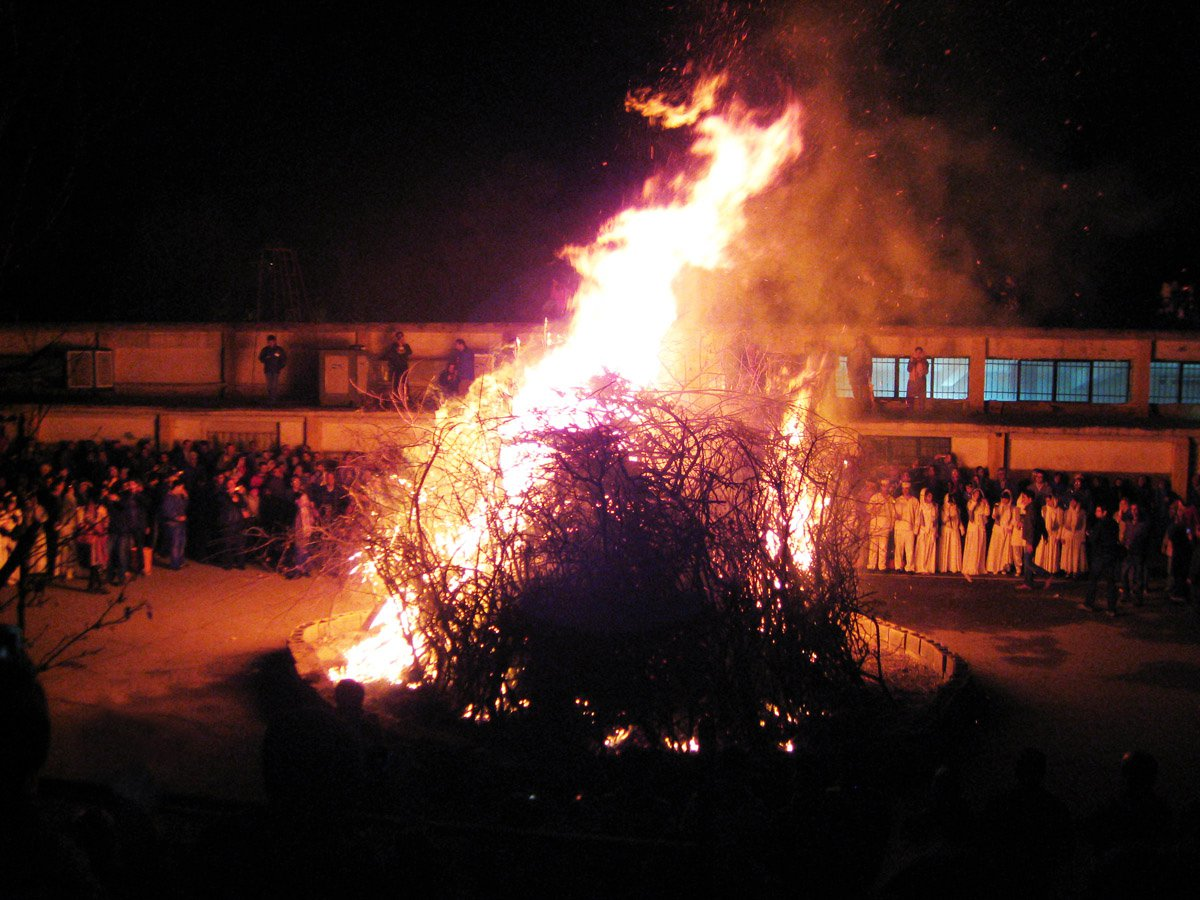
2011년 테헤란의 사데.

조로아스터교는 현대에도 살아남았는데, 특히 인도의 파르시인들은 약 9세기부터 존재했다고 여겨진다.
오늘날 조로아스터교는 개혁주의자와 전통주의자라는 두 가지 주요 사상 학파로 나눌 수 있다. 전통주의자는 대부분 파르시인이며, 가타와 아베스타 외에 팔라비 문학도 받아들이며, 개혁주의자들과 마찬가지로 대부분 19세기의 발전으로부터 현대적 형태를 형성했다. 그들은 일반적으로 신앙에 대한 개종을 허용하지 않으며, 따라서 조로아스터교인이 되려면 조로아스터교 부모에게서 태어나야 한다. 일부 전통주의자들은 혼혈 결혼의 자녀를 조로아스터교인으로 인정하기도 하지만, 보통 아버지가 조로아스터교 혈통인 경우에만 그렇다. 모든 조로아스터교인이 어느 한 학파에 속하는 것은 아니다. 주목할 만한 사례로는 신-조로아스터교도/부흥주의자들이 있는데, 이들은 보통 서양적 관심사에 호소하는 조로아스터교의 재해석이며, 조로아스터교를 살아있는 종교라는 개념을 중심으로 한다. 이들은 벤디다드를 제외한 다른 텍스트를 전적으로 거부하지 않으면서 오래된 의식과 기도문의 부활 및 유지를 옹호하고 윤리적, 사회적 진보적 개혁을 지지한다. 이 두 후자 학파는 가타를 중심으로 하는 경향이 있다.
19세기 이후로 파르시인들은 교육과 사회 전반에 걸친 광범위한 영향력으로 명성을 얻었다. 그들은 수십 년 동안 이 지역의 경제 발전에 중요한 역할을 했다. 인도에서 가장 잘 알려진 여러 대기업은 타타, 고드레지, 와디아 가문 등 파르시-조로아스터교도들이 운영한다.
다양한 사회적, 정치적 요인으로 인해 인도 아대륙의 조로아스터교도들, 즉 파르시인들과 이란인들은 적어도 18세기 이후로는 개종에 관여하지 않았다. 조로아스터교의 고위 사제들은 역사적으로 개종을 허용하지 않을 이유가 없으며, 이는 레바야트와 다른 경전에도 지지되지만, 후대의 사제들은 이러한 판결을 비난했다. 이란 내에서는 많은 어려움을 겪는 조로아스터교도들도 역사적으로 개종 문제에 반대하거나 실제적으로 관심을 두지 않았다. 그러나 현재 테헤란 모베드 협의회(이란 내 최고 교회 권위)는 개종을 지지하지만, 이슬람교에서 조로아스터교로의 개종은 이란 이슬람 공화국 법에 따라 불법이다.
아르메니아인들은 조로아스터교와 관련된 풍부한 역사를 공유하지만(이는 결국 기독교의 도래와 함께 쇠퇴했다), 1920년대까지 아르메니아에 조로아스터교도들이 있었다는 보고가 있다.
타지키스탄 정부의 요청으로 유네스코는 2003년을 "조로아스터교 문화 3000주년"을 기념하는 해로 선포했으며, 전 세계에서 특별 행사가 열렸다. 2011년 테헤란 모베드 안주만(이란 내 최고 교회 권위)은 현대 이란 역사와 전 세계 현대 조로아스터교 공동체 역사상 최초로 여성들이 이란과 북아메리카에서 모베댜르, 즉 여성 보조 모베드(조로아스터교 성직자)로 서품되었다고 발표했다. 여성들은 공식 증명서를 소지하고 하위 종교 기능을 수행하며 사람들을 종교에 입문시킬 수 있다.
현재 조로아스터교 인구는 10만 명에서 20만 명 사이로 추산되며 감소 추세에 있다고 알려져 있다. 그러나 이란 등 일부 지역에서는 증가세도 보이고 있어 추가 연구가 필요하다.

## 인구 통계

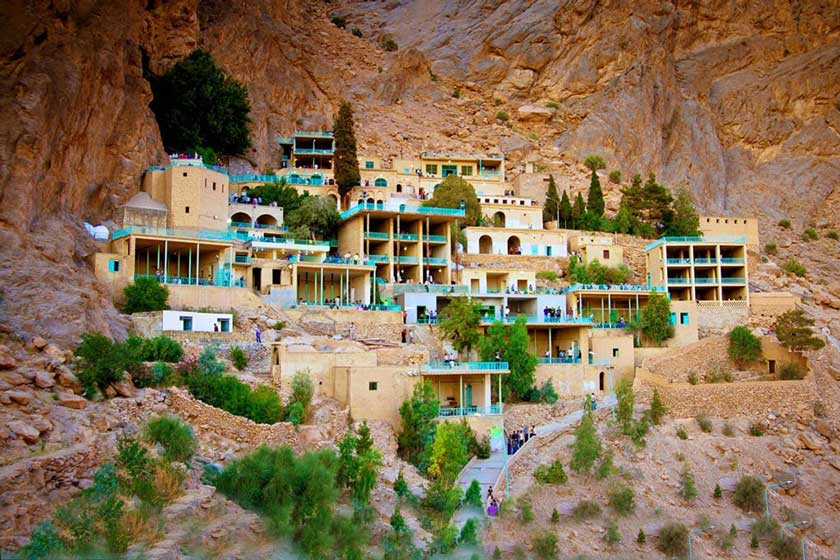
야즈드 차크 차크의 성스러운 조로아스터교 순례지.

전 세계 조로아스터교 공동체는 주로 두 주요 그룹으로 구성되는 경향이 있다: 인도 파르시인과 이란 조로아스터교인. 2012년 북미 조로아스터교 협회 연맹의 연구에 따르면, 전 세계 조로아스터교인의 수는 111,691명에서 121,962명 사이로 추정된다. 이 수치는 이란 내의 상이한 집계 때문에 정확하지 않다.

### 이란과 중앙아시아

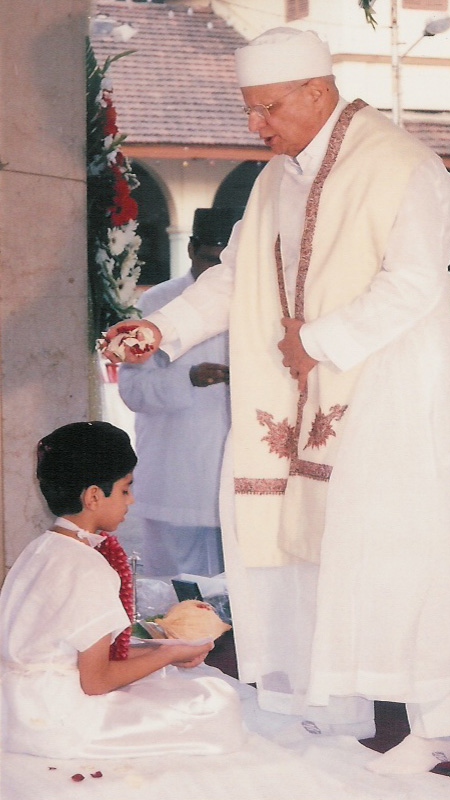
파르시인의 나브조테 의식(조로아스터교 입문 의식)

이란의 조로아스터교도 수치는 크게 차이가 난다. 1979년 이란 혁명 이전의 마지막 인구 조사(1974년)에서는 21,400명의 조로아스터교도가 있었다. 약 10,000명의 신자들이 조로아스터교의 전통적인 거점으로 여겨졌던 중앙아시아 지역, 즉 북아프가니스탄의 박트리아 (또한 발흐 참조), 소그디아, 마르기아나 및 자라투스트라의 고향 근처의 다른 지역에 남아 있다. 이란에서는 이민, 이종결혼, 낮은 출산율 또한 조로아스터교 인구 감소의 원인이 되고 있다. 이란의 조로아스터교 단체들은 자신들의 수가 약 60,000명이라고 말한다. 2011년 이란 인구 조사 데이터에 따르면 이란의 조로아스터교도 수는 25,271명이었다.
테헤란과 야즈드, 케르만, 케르만샤에 공동체가 존재하며, 많은 사람들이 여전히 일반적인 페르시아어와는 다른 이란 언어를 사용한다. 그들은 자신들의 언어를 다리어라고 부르는데, 아프가니스탄에서 사용되는 다리어와 혼동해서는 안 된다. 그들의 언어는 야즈드 또는 케르만과 같이 사용되는 도시의 이름을 따서 야즈디 또는 케르마니라고도 불린다. 이란의 조로아스터교도들은 역사적으로 가브르라고 불렸다.
쿠르드족 조로아스터교도들과 비민족 개종자들의 수는 다르게 추정된다. 이라크 쿠르드 자치구의 조로아스터교 대표는 최근 이라크 쿠르드 자치구에서 10만 명에 달하는 사람들이 조로아스터교로 개종했다고 보고했으며, 일부 공동체 지도자들은 이 지역의 더 많은 조로아스터교도들이 비밀리에 신앙을 실천하고 있다고 추측한다. 그러나 이는 독립적인 출처에 의해 확인되지 않았다.
쿠르드 무슬림들이 조로아스터교로 개종하는 현상은 ISIL의 폭력과 억압을 겪으면서 이슬람에 대한 환멸을 느낀 데서 비롯된 것으로 파악된다.

### 남아시아
인도는 이란 이주민의 후손이자 오늘날 파르시인으로 알려진 대규모 조로아스터교 인구의 본거지로 여겨진다. 2001년 인도 인구 조사에서 파르시 인구는 69,601명으로 인도 전체 인구의 약 0.006%를 차지했으며, 뭄바이 시와 그 주변에 집중되어 있었다. 2008년 기준 출생 대 사망 비율은 1:5로, 연간 200명 출생 대 1,000명 사망이었다. 2011년 인도 인구 조사에서는 57,264명의 파르시 조로아스터교도가 기록되었다.
파키스탄의 조로아스터교 인구는 2012년 1,675명으로 추정되며, 대부분 신드주 (특히 카라치)에 거주하고 그 다음으로 카이베르파크툰크와주에 거주한다. 파키스탄 국립 데이터베이스 및 등록 기관 (NADRA)은 2013년 파키스탄 선거에서 3,650명의 파르시 유권자가 있었고, 2018년에는 4,235명이었다고 보고했다. 2023년 파키스탄 인구 조사에 따르면, 전국적으로 2,348명의 파르시인이 있었으며, 이 중 1,656명(70.5%)이 카라치에 거주했다.

### 서구 세계
북아메리카에는 남아시아와 이란 출신의 조로아스터교도가 18,000명에서 25,000명 정도 거주하는 것으로 추정된다. 2012년 기준 미국의 조로아스터교 인구는 15,000명으로, 인도와 이란에 이어 세계에서 세 번째로 큰 조로아스터교 인구를 형성한다. 2021년 캐나다 인구 조사에 따르면, 캐나다 조로아스터교 인구는 7,285명으로, 이 중 3,630명은 남아시아계 파르시인이었고, 2,390명은 서아시아계 출신이었다. 추가로 3,500명은 오스트레일리아에 거주한다(주로 시드니에). 스튜어트, 힌체, 윌리엄스는 스웨덴에서 3,000명의 쿠르드족이 조로아스터교로 개종했다고 기록했다. 2021년 영국 인구 조사에 따르면, 잉글랜드와 웨일스에는 4,105명의 조로아스터교도가 있었으며, 이 중 4,043명은 잉글랜드에 거주했다. 이들 중 대다수(51%, 2,050명)는 런던에 있었고, 특히 바닛구, 해로구, 웨스트민스터에 집중되었다. 나머지 49%의 잉글랜드 조로아스터교도들은 전국에 비교적 고르게 분포되어 있었으며, 두 번째와 세 번째로 큰 밀집 지역은 버밍엄(72명)과 맨체스터(47명)였다. 2020년 히스토릭 잉글랜드는 잉글랜드의 조로아스터교 건물에 대한 정보를 제공하여 HE가 지역 사회와 협력하여 현재와 미래에 이러한 건물들을 보존하고 보호하는 것을 목표로 《잉글랜드 조로아스터교 건물 조사》를 발표했다. 범위 조사 결과 잉글랜드에서 4개의 건물이 확인되었다.

## 다른 종교 및 문화와의 관계

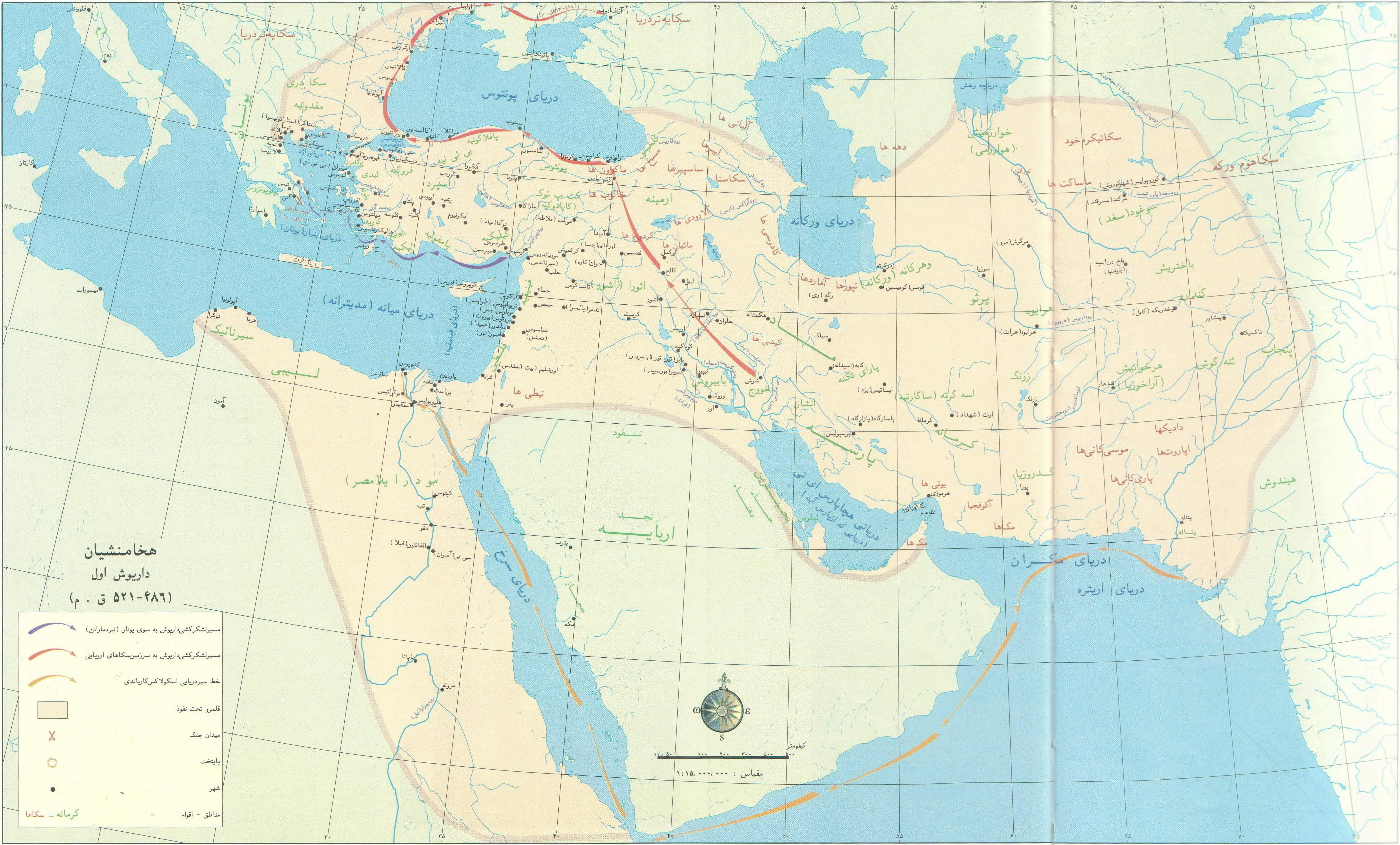
기원전 5세기 아케메네스 제국 지도

### 인도-이란 기원
조로아스터교는 역사적 베다 종교와 다양한 정도로 가장 가깝다. 일부 역사가들은 조로아스터교가 남아시아의 유사한 철학적 혁명들과 함께 공통된 인도-아리아 혈통의 상호 연결된 개혁의 끈이라고 믿는다. 조로아스터교의 많은 특징은 선사 시대 인도-이란 문화와 신념, 즉 인도이란인과 이란인이 분리되기 전의 시대로 거슬러 올라갈 수 있다. 따라서 조로아스터교는 그 시대에 기원한 브라만교와 요소를 공유한다. 몇 가지 예로는 아베스타어 단어 아후라("아후라 마즈다")와 베다 산스크리트어 단어 아수라("악마", "악한 반신") 사이의 동족어, 그리고 다에바("악마")와 데바("신")가 있으며, 이들 모두는 공통된 원시 인도이란 종교에서 파생되었다.
조로아스터교는 다른 신념 체계로부터 사상을 계승했으며, 다른 "실천되는" 종교와 마찬가지로 혼합주의를 포함한다. 특히 소그디아, 쿠샨 제국, 아르메니아, 중국 및 기타 지역의 조로아스터교는 지역 및 외래 관습과 신들을 통합한다.
반대로, 조로아스터교는 헝가리 신화, 슬라브 신화, 오세티아 신화, 튀르크 신화 및 몽골 신화에 영향을 미쳤으며, 이들 모두는 광범위한 빛-어둠의 이원론과 흐바레-크샤에타와 관련된 태양신 신명을 지니고 있을 가능성이 있다.

### 아브라함 종교
조로아스터교는 때때로 역사상 최초의 일신교로 평가되며, 이스라엘 민족보다 앞서며 제2성전 유대교와 그를 통해 초기 기독교와 이슬람교와 같은 후기 일신교에 지속적이고 심오한 영향을 미쳤다. 조로아스터교, 유대교, 기독교 사이에는 명확한 공통점과 유사점이 있다. 예를 들면, 일신교, 이원론 (즉, 강력한 악마 개념—그러나 물질적 창조에 대한 긍정적인 평가), 신성한 상징, 천국과 지옥, 천사와 악마, 종말론과 최후의 심판, 메시아적 인물과 구원자 개념, 성령, 의식적 순결에 대한 관심, 지혜와 의로움의 이상화, 그리고 기타 교리, 상징, 관습, 종교적 특징들이 있다.
메리 보이스에 따르면, 자라투스트라는 개인의 심판, 천국과 지옥, 육체의 미래 부활, 보편적인 최후의 심판, 그리고 재결합된 영혼과 육체의 영원한 삶이라는 교리를 최초로 가르쳤다. 이 교리들은 유대교, 기독교, 이슬람교에 의해 차용되면서 인류의 많은 부분에 익숙한 신앙 조항이 되었다. 그러나 이러한 교리들이 가장 완전한 논리적 일관성을 갖는 곳은 조로아스터교 자체이다. 자라투스트라는 물질적 창조의 선함, 따라서 육체의 선함, 그리고 신성한 정의의 흔들림 없는 공정성을 모두 주장했기 때문이다.
유대교와 조로아스터교 간의 상호작용은 두 종교 간의 종교적 사상 교환을 초래했으며, 그 결과 아케메네스 제국 통치 하의 유대인들이 조로아스터교의 천사론, 악마론, 종말론, 그리고 삶과 사후의 보상적 정의에 대한 조로아스터교 사상의 영향을 받았다고 여겨진다. 또한 유대인의 고등 일신교적 하느님 개념은 바빌론 유수 기간 동안 유대인들이 정교한 조로아스터교 신념에 장기간 노출되었을 때 발전했다고 추정된다.
또한 조로아스터교 개념은 유대 종말론에 이원론적 사상을 심어주었는데, 이는 구원자에 대한 믿음, 선과 악의 최후의 전투, 선의 승리, 죽은 자의 부활과 같은 것들이다. 이러한 사상들은 나중에 조로아스터교의 영향을 받은 구약 성경을 통해 기독교로 전해졌다.
유대 대백과사전(1906)과 같은 일부 자료에 따르면, 조로아스터교와 유대교 사이에는 많은 유사점이 존재한다. 이로 인해 일부 학자들은 주요 조로아스터교 개념이 유대교에 영향을 미쳤다고 제안했다. 그러나 다른 학자들은 이러한 영향이 훨씬 제한적이었고, 유대교 또는 기독교 문헌에서 어떠한 연관성도 찾을 수 없다고 주장하며 이에 동의하지 않는다.
연관성을 주장하는 이들은 다음과 같은 유사점을 인용한다: 이원론(선과 악, 신성한 쌍둥이인 아후라 마즈다("하느님")와 앙그라 마이뉴("사탄")), 신의 형상, 종말론, 부활과 최후의 심판, 구세주의, 모세가 시내산에서 계시를 받은 것과 같은 자라투스트라의 산 위에서의 계시, 파리둔의 세 아들과 노아의 아들들의 세 아들, 천국과 지옥, 천사론과 악마론, 6일 또는 기간의 창조론, 그리고 자유 의지 등이 있다. 다른 학자들은 이러한 영향을 축소하거나 거부하며, 조로아스터교가 일신교가 아니라 이원론, 다신교, 범신론을 결합한 독특한 유신론적 교리를 가지고 있다고 지적한다. 다른 이들은 조로아스터교의 정확한 기원과 발전에 대한 구체적인 증거는 거의 없다고 말하며, 또한 조로아스터교는 유대교의 창조물 전체에 대한 신의 주권 신앙과 비교할 수 없다고 말한다.
그 외에도 레스터 L. 그랩과 같은 학자들은 페르시아 종교와 전통이 수 세기 동안 유대교에 영향을 미쳤다는 점에 일반적인 합의가 있으며, 문제는 이러한 영향이 어디에 있었고, 유대교의 어떤 발전이 그리스나 다른 문화의 영향에 대비하여 이란 측에 귀속될 수 있는가라고 말했다. 조로아스터교와 유대율법 사이에는 결혼과 출산에 관한 구분이 있지만 유사점도 존재한다. 메리 보이스는 아브라함 종교 외에 조로아스터교의 영향이 북부 불교에도 미쳤다고 주장한다.

#### 이슬람교
조로아스터교도들은 무슬림에 의해 "책의 사람들"로 간주된다.

### 마니교
조로아스터교는 종종 마니교와 비교된다. 명목상 이란 종교인 마니교는 마니의 이란 기원 때문에 조로아스터교의 큰 영향을 받았으며, 이전의 중동 영지주의 신념에도 뿌리를 두고 있었다.
마니교는 많은 야자타를 자체 판테온으로 채택했다. 게라르도 뇨리는 《종교 백과사전》에서 마니교는 이란 종교 전통에 뿌리를 두고 있으며, 마즈다교 또는 조로아스터교와의 관계는 기독교와 유대교의 관계와 거의 비슷하다고 단언할 수 있다고 말한다.
두 종교는 상당한 차이가 있다.

### 오늘날 이란
조로아스터교는 천년 동안 이란 사람들에게 지배적인 영향을 미쳤기 때문에, 조로아스터교의 많은 측면이 페르시아 문화권 사람들의 문화와 신화에 존재한다. 이슬람교의 부상과 직접적인 영향력 상실 이후에도, 조로아스터교는 축제와 풍습의 형태로 뿐만 아니라, 피르다우시가 아베스타의 여러 인물과 이야기를 자신의 서사시 샤나메에 통합했기 때문에 이란어권 세계의 문화 유산으로 남아 있다. 샤나메는 이란 정체성에 매우 중요하다. 주목할 만한 예시 중 하나는 야자타 스라오샤가 이란의 시아파 이슬람에서 숭배되는 천사로 통합된 것이다.

## 같이 보기
- 만다야교 우주론
- 원시 인도유럽 신화
- 주르반

### 인용
1. 1 2 3  Boyd, James W.; Crosby, Donald A. (1979). 《Is Zoroastrianism Dualistic or Monotheistic?》. 《Journal of the American Academy of Religion》 47. 557–88쪽. doi:10.1093/jaarel/XLVII.4.557. ISSN 0002-7189. JSTOR 1462275. In brief, the interpretation we favor is that Zoroastrianism combines cosmogonic dualism and eschatological monotheism in a manner unique to itself among the major religions of the world. This combination results in a religious outlook which cannot be categorized as either straightforward dualism or straightforward monotheism, meaning that the question in the title of this paper poses a false dichotomy. The dichotomy arises, we contend, from a failure to take seriously enough the central role played by time in Zoroastrian theology. Zoroastrianism proclaims a movement through time from dualism toward monotheism, i.e., a dualism which is being made false by the dynamics of time, and a monotheism which is being made true by those same dynamics of time. The meaning of the eschaton in Zoroastrianism is thus the triumph of monotheism, the good God Ahura Mazdä having at last won his way through to complete and final ascendancy. But in the meantime there is vital truth to dualism, the neglect of which can only lead to a distortion of the religion's essential teachings.
2. 1 2  Skjærvø 2005, 14–15쪽: Ahura Mazdâ's companions include the six 'Life-giving Immortals' and great gods, such as Mithra, the sun god, and others [...]. The forces of evil comprise, notably, Angra Manyu, the Evil Spirit, the bad, old, gods (daêwas), and Wrath (aêshma), which probably embodies the dark night sky itself. Zoroastrianism is therefore a dualistic and polytheistic religion, but with one supreme god, who is the father of the ordered cosmos."
3. 1 2  Skjærvø 2005, 15 with footnote 1쪽.
4. ↑  Hintze 2014: The religion thus seems to involve monotheistic, polytheistic and dualistic features simultaneously.
5. 1 2  “Heard of Zoroastrianism? The ancient religion still has fervent followers”. 《National Geographic》 (영어). 2024년 7월 6일. 2024년 7월 6일에 확인함.
6. ↑  “Zoroastrianism”. 《HISTORY》 (영어). 2023년 6월 5일. 2024년 7월 6일에 확인함.
7. ↑  The Circle of Ancient Iranian Studies | IRANIAN COSMOGONY & DUALISM | By: Gherardo Gnoli.
8. ↑  “Avesta | Definition, Contents, & Facts | Britannica”. 《www.britannica.com》 (영어). 2024년 7월 6일에 확인함.
9. ↑  Romey, Kristin (2024년 7월 6일). “Heard of Zoroastrianism? The ancient religion still has fervent followers”. Culture. 《National Geographic》 (영어). 2024년 7월 6일에 확인함.
10. ↑  “Spenta Mainyu | Ahura Mazda, Supreme Being, Zoroastrianism | Britannica”. 《www.britannica.com》 (영어). 2024년 7월 6일에 확인함.
11. ↑  “Angra Mainyu | Definition & Facts | Britannica”. 《www.britannica.com》 (영어). 2024년 7월 6일에 확인함.
12. ↑  The Moral and Ethical Teachings of the Ancient Zoroastrian Religion University of Chicago, pp. 58–59.
13. ↑  Masani, Sir Rustom. Zoroastrianism: The Religion of the Good Life. New York: Macmillan, 1968.
14. 1 2  Schmitt, Rüdiger (2002년 7월 20일). 〈Zoroaster i. The Name〉. 《Encyclopaedia Iranica》. 2017년 1월 16일에 원본 문서에서 보존된 문서. 2019년 8월 1일에 확인함.
15. 1 2 3 4 5 6  Boyce 1983.
16. ↑  Russell, James R. (1989년 12월 15일). 〈Behdīn〉. 《Encyclopaedia Iranica》 IV. 2023년 10월 5일에 원본 문서에서 보존된 문서. 2019년 8월 1일에 확인함.
17. ↑  Karanjia, Ramiyar P. (2016년 8월 14일). “Understanding Our Religious Titles”. 《Parsi Times》 (영국 영어). 2023년 3월 21일에 원본 문서에서 보존된 문서. 2021년 1월 30일에 확인함.
18. ↑  Browne, T. (1643) "Religio Medici"
19. ↑  “Mazdaism”. 《Oxford Reference》 (영어). 2021년 2월 28일에 원본 문서에서 보존된 문서. 2019년 8월 1일에 확인함.
20. ↑  Berkey, Jonathan P. The formation of Islam: Religion and society in the Near East, 600–1800. Vol. 2. Cambridge University Press, 2003. p. 27
21. ↑  Nagasawa, Yujin (2019년 12월 10일), “Panpsychism Versus Pantheism, Polytheism, and Cosmopsychism”, 《The Routledge Handbook of Panpsychism》 (Routledge), 259–268쪽, doi:10.4324/9781315717708-22, ISBN 978-1-315-71770-8
22. 1 2  Sayem, Md. Abu (2011). 《A Brief Historical Survey Of The Monotheistic Concept In Religious Belief》. 《International Journal of History and Research》 1. 33–44쪽  – ResearchGate 경유.
23. ↑  Ferrero, Mario (2021). 《From Polytheism to Monotheism: Zoroaster and Some Economic Theory》. 《Homo Oeconomicus》 38. 77–108쪽. doi:10.1007/s41412-021-00113-4.
24. ↑  Foltz 2013, xiv쪽.
25. ↑  Brian Arthur Brown (2016). 《Four Testaments: Tao Te Ching, Analects, Dhammapada, Bhagavad Gita: Sacred Scriptures of Taoism, Confucianism, Buddhism, and Hinduism》. Rowman & Littlefield Publishers. 347–349쪽. ISBN 978-1-4422-6578-3.
26. 1 2  Ferrero, Mario (2021). 《From Polytheism to Monotheism: Zoroaster and Some Economic Theory》. 《Homo Oeconomicus》 38. 77–108쪽. doi:10.1007/s41412-021-00113-4.
27. 1 2 3 4  Hinnells, John; Williams, Alan (2007). 《Parsis in India and the Diaspora》 (영어). 라우틀리지. 165쪽. ISBN 978-1-134-06752-7.
28. ↑  HINTZE, ALMUT (2014). 《Monotheism the Zoroastrian Way》. 《Journal of the Royal Asiatic Society》 24. 225–49쪽. ISSN 1356-1863. JSTOR 43307294. 2021년 4월 22일에 원본 문서에서 보존된 문서. 2021년 4월 5일에 확인함.
29. ↑  Mehr, Farhang (2003). 《The Zoroastrian Tradition: An Introduction to the Ancient Wisdom of Zarathushtra》. Mazda Publishers. 44쪽. ISBN 978-1-56859-110-0. 2024년 3월 31일에 원본 문서에서 보존된 문서. 2021년 4월 7일에 확인함.
30. ↑  François Lenormant and E. Chevallier The Student's Manual of Oriental History: Medes and Persians, Phœnicians, and Arabians, p. 38
31. ↑  Constance E. Plumptre (2011). 《General Sketch of the History of Pantheism》. Cambridge University Press. 81쪽. ISBN 9781108028011. 2017년 6월 14일에 확인함.
32. 1 2 3  〈AHURA〉. 《Encyclopaedia Iranica》. 2023년 9월 2일에 원본 문서에서 보존된 문서. 2019년 7월 13일에 확인함.
33. 1 2  Boyce, Mary (1983), 〈Ahura Mazdā〉, 《Encyclopaedia Iranica》 1, New York: Routledge & Kegan Paul, 684–687쪽, 2020년 5월 17일에 원본 문서에서 보존된 문서, 2019년 7월 13일에 확인함
34. ↑  “Ahura Mazdā”. 2024년 7월 16일에 원본 문서에서 보존된 문서. 2024년 7월 16일에 확인함.
35. ↑  “(PDF) Zoroastrianism and the Bible: Monotheism by Coincidence? | Erhard Gerstenberger - Academia.edu”. doi:10.1111/J.1749-8171.2011.00266.X. 2024년 3월 17일에 원본 문서에서 보존된 문서. 2024년 3월 17일에 확인함.
36. ↑  Foundation, Encyclopaedia Iranica. “Mithra i – Encyclopaedia Iranica”. 《iranicaonline.org》 (미국 영어). 2024년 4월 24일에 확인함.
37. 1 2  Büchner 1934, 1161쪽.
38. ↑  Boyce 2001, xxi쪽.
39. ↑  Geiger 1885, xlix쪽.
40. ↑  Boyce 2001, 157쪽.
41. 1 2  Raffaelli, Enrico G. “The Amesha spentas and their helpers: The Zoroastrian ham-kars”. 2024년 3월 17일에 원본 문서에서 보존된 문서. 2024년 3월 17일에 확인함.
42. ↑  〈GATHAS〉. 《Encyclopaedia Iranica》. 2019년 6월 30일에 원본 문서에서 보존된 문서. 2019년 7월 13일에 확인함.
43. ↑  〈DĒN〉. 《Encyclopaedia Iranica》. 2019년 8월 10일에 원본 문서에서 보존된 문서. 2019년 7월 13일에 확인함.
44. 1 2 3 4  〈ZOROASTRIAN RITUALS〉. 《Encyclopaedia Iranica》. 2019년 6월 30일에 원본 문서에서 보존된 문서. 2019년 7월 13일에 확인함.
45. 1 2 3 4 5  〈AṦA (Asha "Truth")〉. 《Encyclopaedia Iranica》. 2020년 5월 26일에 원본 문서에서 보존된 문서. 2017년 6월 14일에 확인함.
46. 1 2 3  〈GĒTĪG AND MĒNŌG〉. 《Encyclopaedia Iranica》. 2023년 6월 24일에 원본 문서에서 보존된 문서. 2019년 7월 13일에 확인함.
47. 1 2  〈Druj〉. 《Encyclopaedia Iranica》. 2023년 10월 5일에 원본 문서에서 보존된 문서. 2017년 6월 14일에 확인함.
48. 1 2  〈DARVĪŠ〉. 《Encyclopaedia Iranica》. 2018년 5월 17일에 원본 문서에서 보존된 문서. 2019년 7월 13일에 확인함.
49. 1 2  〈HUMATA HŪXTA HUVARŠTA〉. 《Encyclopaedia Iranica》. 2023년 10월 5일에 원본 문서에서 보존된 문서. 2019년 7월 13일에 확인함.
50. 1 2  〈CHARITABLE FOUNDATIONS〉. 《Encyclopaedia Iranica》. 2023년 7월 23일에 원본 문서에서 보존된 문서. 2019년 7월 13일에 확인함.
51. 1 2  〈WOMEN ii. In the Avesta〉. 《Encyclopaedia Iranica》. 2017년 11월 17일에 원본 문서에서 보존된 문서. 2019년 7월 13일에 확인함.
52. 1 2 3 4 5 6 7 8  Cavendish, Richard; Ling, Trevor Oswald (1980), 《Mythology: an Illustrated Encyclopedia》, Rizzoli, 40–5쪽, ISBN 978-0847802869
53. ↑  〈FRAVAŠĪ〉. 《Encyclopaedia Iranica》. 2019년 7월 17일에 원본 문서에서 보존된 문서. 2019년 7월 13일에 확인함.
54. ↑  Boyce 2001, 205쪽.
55. ↑  “What Does Zoroastrianism Teach Us About Ecology?”. 《Parliament of the World's Religions》. 2019년 7월 13일에 원본 문서에서 보존된 문서. 2019년 7월 13일에 확인함.
56. ↑  Foltz, Richard; Saadi-Nejad, Manya (2008). 《Is Zoroastrianism an Ecological Religion?》. 《Journal for the Study of Religion, Nature and Culture》 1. 413–430쪽. doi:10.1558/jsrnc.v1i4.413.
57. ↑  Foltz, Richard (2010). 《Zoroastrian Attitudes toward Animals》. 《Society & Animals》 18. 367–78쪽. doi:10.1163/156853010X524325.
58. ↑  “Interfaith Vegan Coalition: ZoroastrIan KIt” (PDF). 《In Defense of Animals》. 2022년 9월 24일에 원본 문서 (PDF)에서 보존된 문서. 2019년 7월 13일에 확인함.
59. ↑  Goodstein, Laurie (2008년 9월 6일). “Zoroastrians Keep the Faith, and Keep Dwindling”. 《The New York Times》. 2023년 10월 20일에 원본 문서에서 보존된 문서. 2009년 10월 3일에 확인함.
60. ↑  Duchesne-Guillemin, Jacques (2024년 1월 4일). 〈Zoroastrianism〉. 《Encyclopedia Britannica》. 2012년 1월 22일에 원본 문서에서 보존된 문서. 2013년 8월 3일에 확인함.
61. 1 2  〈AHRIMAN〉. 《Encyclopaedia Iranica》. 2023년 5월 17일에 원본 문서에서 보존된 문서. 2019년 7월 13일에 확인함.
62. ↑  Boyce 1979, 6–12쪽.
63. 1 2  〈AMƎŠA SPƎNTA〉. 《Encyclopaedia Iranica》. 2023년 5월 17일에 원본 문서에서 보존된 문서. 2019년 7월 13일에 확인함.
64. ↑  “Zoroastrianism: Holy text, beliefs and practices”. 《Encyclopedia Iranica》. 2010년 3월 1일. 2018년 12월 5일에 원본 문서에서 보존된 문서. 2017년 6월 14일에 확인함.
65. 1 2  〈AHUNWAR〉. 《Encyclopaedia Iranica》. 2023년 5월 29일에 원본 문서에서 보존된 문서. 2019년 7월 13일에 확인함.
66. ↑  〈FRAŠŌ.KƎRƎTI〉. 《Encyclopaedia Iranica》. 2023년 10월 5일에 원본 문서에서 보존된 문서. 2019년 7월 13일에 확인함.
67. ↑  〈ŠAHREWAR〉. 《Encyclopaedia Iranica》. 2023년 5월 17일에 원본 문서에서 보존된 문서. 2019년 7월 13일에 확인함.
68. ↑  Panaino 2019, 58쪽.
69. ↑  Panaino 2019, 9쪽.
70. ↑  Panaino 2019, 85쪽.
71. ↑  Panaino 1995, 205–208쪽.
72. ↑  Panaino 2019, 72–73쪽.
73. ↑  Panaino 2015, 238–240쪽.
74. ↑  〈ČINWAD PUHL〉. 《Encyclopaedia Iranica》. 2019년 7월 13일에 원본 문서에서 보존된 문서. 2019년 7월 13일에 확인함.
75. ↑  “Dadestan-i Denig ('Religious Decisions'): Chapters 1–41”. 《Avesta》. 2019년 7월 31일에 원본 문서에서 보존된 문서. 2019년 7월 13일에 확인함.
76. ↑  Lee Lawrence. (3 September 2011). "A Mysterious Stranger in China" 보관됨 5 12월 2017 - 웨이백 머신. 월스트리트 저널. Accessed on 31 August 2016.
77. ↑  “Herodotus, The Histories, Book 1, chapter 131”. 《Perseus Digital Library》. 2021년 2월 27일에 원본 문서에서 보존된 문서. 2019년 7월 13일에 확인함.
78. ↑  〈ĀTAŠKADA〉. 《Encyclopaedia Iranica》. 2019년 7월 28일에 원본 문서에서 보존된 문서. 2019년 7월 13일에 확인함.
79. ↑  Ajiri, Denise Hassanzade (2016년 4월 11일). “Herbal life: traditional medicine gets a modern twist in Iran”. 《The Guardian》 (영국 영어). ISSN 0261-3077. 2019년 4월 16일에 원본 문서에서 보존된 문서. 2019년 7월 13일에 확인함.
80. ↑  “Zoroastrian Rituals: Wedding”. 《Avesta》. 2019년 5월 21일에 원본 문서에서 보존된 문서. 2019년 7월 13일에 확인함.
81. ↑  〈ARDĀ WĪRĀZ〉. 《Encyclopaedia Iranica》. 2022년 5월 18일에 원본 문서에서 보존된 문서. 2019년 7월 13일에 확인함.
82. ↑  〈KARTIR〉. 《Encyclopaedia Iranica》. 2019년 6월 25일에 원본 문서에서 보존된 문서. 2019년 7월 13일에 확인함.
83. ↑  〈BANG〉. 《Encyclopaedia Iranica》. 2019년 7월 13일에 원본 문서에서 보존된 문서. 2019년 7월 13일에 확인함.
84. ↑  〈MAGIC i. MAGICAL ELEMENTS IN THE AVESTA AND NĒRANG LITERATURE〉. 《Encyclopaedia Iranica》. 2019년 7월 13일에 원본 문서에서 보존된 문서. 2019년 7월 13일에 확인함.
85. ↑  Frantz, Grenet (2022). 《Splendeurs des oasis d'Ouzbékistan》. Paris: Louvre Editions. 159쪽. ISBN 978-8412527858.
86. ↑  Robotika, Bettina; Sehgal, Ikram (2021년 12월 3일). “Zoroastrianism — Parsi”. 《데일리 타임스 (파키스탄)》. 2025년 5월 29일에 확인함.
87. 1 2  〈YASNA〉. 《Encyclopaedia Iranica》. 2023년 5월 17일에 원본 문서에서 보존된 문서. 2019년 7월 13일에 확인함.
88. ↑  〈VISPERAD〉. 《Encyclopaedia Iranica》. 2019년 7월 2일에 원본 문서에서 보존된 문서. 2019년 7월 13일에 확인함.
89. ↑  〈VENDĪDĀD〉. 《Encyclopaedia Iranica》. 2019년 7월 13일에 원본 문서에서 보존된 문서. 2019년 7월 13일에 확인함.
90. 1 2  〈SACRIFICE i. IN ZOROASTRIANISM〉. 《Encyclopaedia Iranica》. 2017년 10월 10일에 원본 문서에서 보존된 문서. 2019년 7월 13일에 확인함.
91. ↑  〈KHORDEH AVESTĀ〉. 《Encyclopaedia Iranica》. 2019년 8월 4일에 원본 문서에서 보존된 문서. 2019년 7월 13일에 확인함.
92. 1 2  “Zoroastrian rituals: Navjote/Sudre-Pooshi (initiation) ceremony”. 《Avesta》. 2010년 10월 25일에 원본 문서에서 보존된 문서. 2019년 7월 13일에 확인함.
93. ↑  〈KUSTĪG〉. 《Encyclopaedia Iranica》. 2024년 3월 31일에 원본 문서에서 보존된 문서. 2019년 7월 13일에 확인함.
94. ↑  〈GĀH〉. 《Encyclopaedia Iranica》. 2022년 12월 10일에 원본 문서에서 보존된 문서. 2019년 7월 13일에 확인함.
95. ↑  〈Festivals i. Zoroastrian〉. 《Encyclopaedia Iranica》. 2012년 1월 11일에 원본 문서에서 보존된 문서. 2019년 7월 13일에 확인함.
96. ↑  〈YEŊ́HĒ HĀTĄM〉. 《Encyclopaedia Iranica》. 2019년 7월 13일에 원본 문서에서 보존된 문서. 2019년 7월 13일에 확인함.
97. ↑  〈AŠƎM VOHŪ (Ashem vohu)〉. 《Encyclopaedia Iranica》. 2019년 7월 13일에 원본 문서에서 보존된 문서. 2019년 7월 13일에 확인함.
98. ↑  〈ČĀDOR (2)〉. 《Encyclopaedia Iranica》. 2019년 7월 13일에 원본 문서에서 보존된 문서. 2019년 7월 13일에 확인함.
99. 1 2 3  Kellens, Jeana. 〈AVESTA i. Survey of the history and contents of the book〉. 《Encyclopaedia Iranica》 3. New York: Routledge and Kegan Paul. 35–44쪽. 2019년 7월 22일에 원본 문서에서 보존된 문서. 2019년 7월 13일에 확인함.
100. ↑  Burger, Michael (January 2013). 《The Shaping of Western Civilization: From Antiquity to the Present》. University of Toronto Press. 20쪽. ISBN 9781442601901.
101. ↑  “ALEXANDER THE GREAT ii. In Zoroastrianism – Encyclopaedia Iranica”. 《iranicaonline.org》. 2020년 11월 18일에 원본 문서에서 보존된 문서. 2021년 1월 30일에 확인함.
102. ↑  Curtis, Vesta Sarkhosh (2016). 〈Ancient Iranian Motifs and Zoroastrian Iconography〉.   Alan Williams; Sarah Stewart; Almut Hintze. 《The ZoroastrianFlame. Exploring Religion, History and Tradition》 (영어). I.B. Tauris. 2021년 6월 24일에 원본 문서에서 보존된 문서. 2021년 1월 30일에 확인함.
103. ↑  〈Greece iii. Persian Influence on Greek Thought〉. 《Encyclopaedia Iranica》. 2023년 5월 19일에 원본 문서에서 보존된 문서. 2019년 7월 14일에 확인함.
104. ↑  “Is The Vandidad a Zarathushtrian Scripture?”. 《English Zoroastrian》. 2014년 8월 7일에 원본 문서에서 보존된 문서. 2019년 7월 13일에 확인함.
105. ↑  Bromiley, Geoffrey W. (1979). 《International Standard Bible Encyclopedia, Volume III: K-P》 (영어). Wm. B. Eerdmans Publishing. 124쪽. ISBN 978-0-8028-3783-7. 2024년 3월 31일에 원본 문서에서 보존된 문서. 2022년 11월 6일에 확인함.
106. ↑  Boyce 2001, 26쪽.
107. ↑  〈ZOROASTER〉. 《Encyclopaedia Iranica》. 2021년 11월 29일에 원본 문서에서 보존된 문서. 2019년 7월 13일에 확인함.
108. ↑  〈HAOMA〉. 《Encyclopaedia Iranica》. 2019년 8월 1일에 원본 문서에서 보존된 문서. 2019년 7월 13일에 확인함.
109. ↑  Boyce 2001, 19쪽.
110. ↑  〈DAIVA〉. 《Encyclopaedia Iranica》. 2023년 5월 17일에 원본 문서에서 보존된 문서. 2019년 7월 13일에 확인함.
111. ↑  Boyce 2001, 30–31쪽.
112. ↑  “The Destruction of Sacred Trees”. www.goldenassay.com. 2012년 7월 17일. 2021년 3월 6일에 원본 문서에서 보존된 문서. 2020년 2월 6일에 확인함.
113. ↑  “The Cypress of Kashmar and Zoroaster”. www.zoroastrian.org.uk. 2019년 5월 20일에 원본 문서에서 보존된 문서. 2020년 2월 6일에 확인함.
114. ↑  “تاریخچه و نقشه جامع شهر کاشمر در ویکی آنا”. 《ana.press》. 2020년 10월 26일에 원본 문서에서 보존된 문서. 2020년 10월 27일에 확인함.
115. ↑  “ترشیز؛ دروازه ورود اسلام به خراسان”. 《khorasan.iqna.ir》. 2020년 6월 6일에 원본 문서에서 보존된 문서. 2020년 10월 11일에 확인함.
116. ↑  Foltz 2013, 10–18쪽.
117. ↑  “Zarathustra – Iranian prophet”. 2016년 10월 11일에 원본 문서에서 보존된 문서. 2017년 6월 9일에 확인함.
118. ↑  “ZOROASTRIANISM i. HISTORY TO THE ARAB CONQUEST – Encyclopaedia Iranica”. 《Encyclopædia Iranica》. 2018년 12월 5일에 원본 문서에서 보존된 문서. 2019년 7월 13일에 확인함.
119. ↑  Malandra, William W. (2009). 〈Zoroaster ii. general survey〉. 《Encyclopædia Iranica》. Iranica Foundation. 2023년 5월 17일에 원본 문서에서 보존된 문서. 2023년 5월 6일에 확인함. Controversy over Zaraθuštra's date has been an embarrassment of long standing to Zoroastrian studies. If anything approaching a consensus exists, it is that he lived ca. 1000 BCE give or take a century or so, though reputable scholars have proposed dates as widely apart as ca.1750 BCE and "258 years before Alexander.
120. ↑  Boyce, Mary (1996). 《A History Of Zoroastrianism: The Early Period》. Brill. 3쪽.
121. ↑  Daniel, Elton L. (2012). 《The History of Iran》. Greenwood. 47쪽. ISBN 978-0313375095. Recent research, however, has cast considerable doubt on this dating and geographical setting. [...] The similarity of the language and metrical system of the Gathas to those of the Vedas, the simplicity of the society depicted throughout the Avesta, and the lack of awareness of great cities, historical rulers, or empires all suggest a different time frame. [...] All in all, it seems likely that Zoroaster and the Avestan people flourished in eastern Iran at a much earlier date (anywhere from 1500 to 900 B.C.) than once thought.
122. 1 2 3  Patrick Karl O'Brien, ed. Atlas&pg=PA45 of World History 보관됨 21 3월 2023 - 웨이백 머신, concise edn. (NY: Oxford UP, 2002), 45.
123. ↑  Vogelsang, Willhelm (2000). 《The sixteen lands of Videvdat – Airyanem Vaejah and the homeland of the Iranians》. 《Persica》 16. 9쪽. doi:10.2143/PERS.16.0.511. The land of Airyanem Vaejah, which is described in the text as a land of extreme cold, has often been identified with ancient Choresmia.
124. ↑  Witzel, Michael (2000). 〈The Home of the Aryans〉.   Hinze, A.; Tichy, E. 《Festschrift für Johanna Narten zum 70. Geburtstag》 (PDF). J. H. Roell. 283–338쪽. doi:10.11588/xarep.00000114. 2022년 10월 13일에 원본 문서 (PDF)에서 보존된 문서. 2023년 5월 6일에 확인함. Since the evidence of Young Avestan place names so clearly points to a more eastern location, the Avesta is again understood, nowadays, as an East Iranian text, whose area of composition comprised -- at least -- Sīstån/Arachosia, Herat, Merw and Bactria.
125. ↑  Skjaervø, P. Oktor (1995). 〈The Avesta as source for the early history of the Iranians〉.   Erdosy, George. 《The Indo-Aryans of Ancient South Asia》. De Gruyter. 166쪽. ISBN 9783110144475. The fact that the oldest Young Avestan texts apparently contain no reference to western Iran, including Media, would seem to indicate that they were composed in eastern Iran before the Median domination reached the area.
126. ↑  Litvinskij, B. A.; Pichikian, I. R. (1994). 《The Hellenistic Architecture and Art of the Temple of the Oxus》. 《Bulletin of the Asia Institute》 8 (아시아 연구소). 47–66쪽. ISSN 0890-4464. JSTOR 24048765.
127. ↑  “Herodotus, The Histories, Book 1, chapter 140”. 《Perseus Digital Library》. 2022년 12월 30일에 원본 문서에서 보존된 문서. 2021년 3월 21일에 확인함.
128. 1 2  “Herodotus, The Histories, Book 3, chapter 67, section 3”. 《Perseus Digital Library》. 2023년 8월 3일에 원본 문서에서 보존된 문서. 2019년 8월 3일에 확인함.
129. ↑  Sala, Joan Cortada I. (1867), 《Resumen de la Historia Universal: escrito con su conocimiento, y aprobado ... – Joan Cortada i Sala》, 2012년 11월 7일에 확인함 – Google Libros 경유
130. ↑  〈BISOTUN iii. Darius's Inscriptions〉. 《Encyclopaedia Iranica》. 2023년 9월 21일에 원본 문서에서 보존된 문서. 2019년 8월 3일에 확인함.
131. ↑  Siculus, Diodorus. 《Bibliotheca Historica》. 17.72.2–6쪽.
132. ↑   Chisholm, Hugh, 편집. (1911). 〈Persepolis〉. 《브리태니커 백과사전》 21 11판. 케임브리지 대학교 출판부. 186쪽.
133. ↑  “ALEXANDER THE GREAT ii. In Zoroastrianism – Encyclopaedia Iranica”. 《Encyclopædia Iranica》. 2023년 5월 18일에 원본 문서에서 보존된 문서. 2019년 8월 3일에 확인함.
134. 1 2  Boyce 2001, 85쪽.
135. ↑  Frantz, Grenet (2022). 《Splendeurs des oasis d'Ouzbékistan》. Paris: Louvre Editions. 157쪽. ISBN 978-8412527858.
136. ↑  Boyce 2001, 84쪽.
137. ↑  Wigram, W. A. (2004), 《An Introduction to the History of the Assyrian Church, or, The Church of the Sassanid Persian Empire, 100–640 A.D》, Gorgias Press, 34쪽, ISBN 978-1593331030
138. ↑  Dr Stephen H Rapp Jr. The Sasanian World through Georgian Eyes: Caucasia and the Iranian Commonwealth in Late Antique Georgian Literature 보관됨 4 4월 2023 - 웨이백 머신 Ashgate Publishing, Ltd., 28 September 2014. ISBN 1472425529, p. 160
139. ↑  Ronald Grigor Suny. The Making of the Georgian Nation 보관됨 7 4월 2023 - 웨이백 머신 인디애나 대학교 출판부, 1994, ISBN 0253209153, p. 22
140. ↑  Roger Rosen, Jeffrey Jay Foxx. The Georgian Republic, Volume 1992 보관됨 7 4월 2023 - 웨이백 머신 Passport Books, 1992 p. 34
141. ↑  Hourani 1947, 87쪽.
142. ↑  Boyce 1979, 150쪽.
143. 1 2 3 4  Boyce 1979, 146쪽.
144. ↑  (아부 바크르 알시디크, qtd. in Boyce 1979, 146쪽).
145. ↑  Boyce 1979, 158쪽.
146. ↑  “Kamar Oniah Kamaruzzaman, Al-Biruni: Father of Comparative Religion”. 《Lib.iium.edu.my》. 2015년 7월 13일에 원본 문서에서 보존된 문서. 2017년 6월 9일에 확인함.
147. ↑  Bulliet 1979, 37, 138쪽.
148. 1 2 3 4 5  Boyce 1979, 147쪽.
149. ↑  Bulliet 1979, 59쪽.
150. 1 2 3  Boyce 1979, 151쪽.
151. ↑  Boyce 1979, 152쪽.
152. ↑  Boyce 1979, 163쪽.
153. 1 2 3  Boyce 1979, 157쪽.
154. ↑  Shastri, Padmaja (2004년 3월 21일). “What sets Zoroastrian Iranis apart”. 《21 March 2004》 (Times of India). 2020년 4월 19일에 원본 문서에서 보존된 문서. 2021년 10월 12일에 확인함.
155. ↑  Boyce 1979, 175쪽.
156. ↑  Skjærvø 2005.
157. 1 2  〈CONVERSION vii. Zoroastrian faith in mod. per.〉. 《Encyclopaedia Iranica》. 2018년 2월 21일에 원본 문서에서 보존된 문서. 2017년 6월 14일에 확인함.
158. ↑  Stausberg, Michael (2007). 〈Para-Zoroastrianisms: Memetic transmissions and appropriations〉.   Hinnels, John; Williams, John. 《Parsis in India and their Diasporas》. London: Routledge. 236–54쪽.
159. ↑  “They Helped Build Modern India But Are Shrinking As A Race”. 《Forbes India》 (영어). 2023년 12월 22일에 원본 문서에서 보존된 문서. 2023년 12월 22일에 확인함.
160. ↑  “The journey of India's Parsi business community”. 《www.timesnownews.com》 (영어). 2020년 11월 11일. 2023년 12월 22일에 원본 문서에서 보존된 문서. 2023년 12월 22일에 확인함.
161. ↑  Writer, Rashna (1994). 《Contemporary Zoroastrians: An Unstructured Nation》 (영어). University Press of America. 146쪽. ISBN 978-0-8191-9142-7.
162. ↑  Anne Sofie Roald, Anh Nga Longva. Religious Minorities in the Middle East: Domination, Self-Empowerment, Accommodation 보관됨 20 4월 2023 - 웨이백 머신 Brill, 2011, ISBN 9004216847, p. 313
163. ↑  “The Jury Is Still Out On Women as Parsi Priests”. Parsi Khabar. 2011년 3월 9일. 2013년 10월 14일에 원본 문서에서 보존된 문서. 2013년 10월 12일에 확인함.
164. ↑  “A group of 8 Zartoshti women received their Mobedyar Certificate from Anjoman Mobedan in Iran”. 《Amordad6485.blogfa.com》. 2013년 9월 27일에 원본 문서에서 보존된 문서. 2017년 6월 14일에 확인함.
165. ↑  “Sedreh Pooshi by Female Mobedyar in Toronto Canada”. 《Parsinews.net》. 2013년 6월 19일. 2014년 10월 9일에 원본 문서에서 보존된 문서. 2017년 6월 14일에 확인함.
166. ↑  “گزارش تصویری-موبدیاران بانوی زرتشتی، به جرگه موبدیاران پیوستند (بخش نخست)”. 2013년 9월 27일에 원본 문서에서 보존된 문서. 2013년 8월 10일에 확인함.
167. 1 2 3  Rivetna, Roshan. “The Zarathushti World, a 2012 Demographic Picture” (PDF). 《Fezana.org》. 2017년 8월 16일에 원본 문서 (PDF)에서 보존된 문서. 2019년 8월 2일에 확인함.
168. ↑  “Zoroastrianism”. 2023년 6월 5일. 2023년 3월 11일에 원본 문서에서 보존된 문서. 2023년 8월 3일에 확인함.
169. ↑  “Zoroastrians Keep the Faith, and Keep Dwindling”. 《Laurie Goodstein》. 2006년 9월 6일. 2023년 10월 20일에 원본 문서에서 보존된 문서. 2017년 9월 25일에 확인함.
170. ↑  Deena Guzder (2008년 12월 9일). “The Last of the Zoroastrians”. 《타임》. 2019년 6월 5일에 원본 문서에서 보존된 문서. 2017년 9월 25일에 확인함.
171. ↑  “Disenchanted Iranians are turning to other faiths”. 《The Economist》. 2023년 8월 11일에 원본 문서에서 보존된 문서. 2023년 6월 10일에 확인함.
172. ↑  K. E. Eduljee (2008년 6월 28일). “Zoroastrian Demographics & Group Names”. 《Heritageinstitute.com》. 2017년 8월 1일에 원본 문서에서 보존된 문서. 2017년 6월 14일에 확인함.
173. ↑  U.S. State Department (2009년 10월 26일). “Iran – International Religious Freedom Report 2009”. The Office of Electronic Information, Bureau of Public Affair. 2009년 10월 29일에 원본 문서에서 보존된 문서. 2009년 12월 1일에 확인함.
174. ↑  “Census: Iran young, urbanised and educated”. 《Egypt Independent》. 2012년 7월 29일. 2014년 12월 2일에 원본 문서에서 보존된 문서. 2017년 6월 14일에 확인함.
175. ↑  Fatah, Lara (2015년 11월 26일). “The curious rebirth of Zoroastrianism in Iraqi Kurdistan”. 《Projects21.org》. 2017년 4월 17일에 원본 문서에서 보존된 문서. 2018년 2월 27일에 확인함.
176. ↑  “Hamazor Issue #2 2017: "Kurdistan reclaims its ancient Zoroastrian Faith” (PDF). 《Hamazor》. 2017년 9월 30일에 원본 문서 (PDF)에서 보존된 문서. 2019년 8월 3일에 확인함.
177. ↑  “Zoroastrian faith returns to Kurdistan in response to ISIS violence”. Rudaw. 2015년 6월 2일. 2017년 8월 25일에 원본 문서에서 보존된 문서. 2016년 5월 17일에 확인함.
178. ↑  “Kurdistan, the only government in Middle East that recognizes religious diversity” (영어). Kurdistan24. 2019년 7월 13일에 원본 문서에서 보존된 문서. 2019년 7월 13일에 확인함.
179. ↑  “Zoroastrian faith returns to Kurdistan in response to ISIL viole”. Rudaw. 2017년 8월 25일에 원본 문서에서 보존된 문서. 2015년 9월 18일에 확인함.
180. ↑  “Iraqi Kurds turn to Zoroastrianism as faith, identity entwine”. 《France24》. 2019년 10월 23일. 2020년 4월 13일에 원본 문서에서 보존된 문서. 2023년 10월 22일에 확인함.
181. ↑  Waterfield, Henry; Great Britain India Office Statistics AND Commerce Department (1872). “Memorandum on the census of British India of 1871–72.”. 50–54쪽. JSTOR saoa.crl.25057647. 2024년 5월 20일에 확인함.
182. ↑  “Report on the census of British India, taken on the 17th February 1881 ..., Vol. 2”. 1881. 9–18쪽. JSTOR saoa.crl.25057654. 2024년 5월 20일에 확인함.
183. ↑  Baines, Jervoise Athelstane; India Census Commissioner (1891). “Census of India, 1891. General tables for British provinces and feudatory states.”. 87–95쪽. JSTOR saoa.crl.25318666. 2024년 5월 20일에 확인함.
184. ↑  Frazer, R.W. (1897). 《British India》. The story of nations. G. P. Putnam's sons. 355쪽. 2023년 5월 8일에 원본 문서에서 보존된 문서. 2023년 5월 8일에 확인함.
185. ↑  “Census of India 1901. Vol. 1A, India. Pt. 2, Tables.”. 1901. 57–62쪽. JSTOR saoa.crl.25352838. 2024년 5월 20일에 확인함.
186. ↑  Edward Albert Gait, Sir; India Census Commissioner (1911). “Census of India, 1911. Vol. 1., Pt. 2, Tables.”. Calcutta, Supt. Govt. Print., India, 1913. 37–42쪽. JSTOR saoa.crl.25393779. 2024년 5월 20일에 확인함.
187. ↑  “Census of India 1921. Vol. 1, India. Pt. 2, Tables.”. 1921. 39–44쪽. JSTOR saoa.crl.25394121. 2024년 5월 20일에 확인함.
188. ↑  United States Department of Commerce (1924). 《Trade and Economic Review for 1922 No.34》 Supplement to Commerce Reports판. Bureau of Foreign and Domestic Commerce. 46쪽. 2023년 5월 13일에 원본 문서에서 보존된 문서. 2023년 5월 8일에 확인함.
189. ↑  “Census of India 1931. Vol. 1, India. Pt. 2, Imperial tables.”. 1931. 513–519쪽. JSTOR saoa.crl.25793234. 2024년 5월 20일에 확인함.
190. ↑  India Census Commissioner (1941). “Census of India, 1941. Vol. 1, India”. 97–101쪽. JSTOR saoa.crl.28215532. 2024년 5월 20일에 확인함.
191. 1 2  “Parsi population dips by 22 per cent between 2001–2011: study”. 《The Hindu》. 2016년 7월 26일. 2019년 1월 6일에 원본 문서에서 보존된 문서. 2021년 11월 3일에 확인함.
192. ↑  “The last of the Zoroastrians”. 《the Guardian》. 2020년 8월 6일. 2021년 11월 27일에 원본 문서에서 보존된 문서. 2021년 11월 16일에 확인함.
193. ↑  “Doomed by faith”, 《The Independent》, 2008년 6월 28일, 2022년 5월 7일에 원본 문서에서 보존된 문서, 2008년 6월 28일에 확인함
194. ↑  “The Parsi Community in Karachi, Pakistan”. 《Public Radio International》. 2013년 8월 15일. 2015년 2월 7일에 원본 문서에서 보존된 문서. 2015년 2월 7일에 확인함.
195. ↑  Khan, Iftikhar A. (2018년 5월 28일). “Number of non-Muslim voters in Pakistan shows rise of over 30pc”. 《Dawn》. 2018년 6월 4일에 원본 문서에서 보존된 문서. 2019년 9월 12일에 확인함.
196. ↑  “Over 35,000 Buddhists, Baháʼís call Pakistan home”. 《The Express Tribune》. 2012년 9월 2일. 2012년 11월 2일에 원본 문서에서 보존된 문서. 2019년 9월 12일에 확인함.
197. ↑  “TABLE 9 : POPULATION BY SEX, RELIGION AND RURAL/URBAN, CENSUS – 2023” (PDF). 《파키스탄 통계청》. 2023. 2024년 8월 2일에 확인함.
198. ↑  “TABLE 9 : POPULATION BY SEX, RELIGION AND RURAL/URBAN, CENSUS – 2023” (PDF). 《파키스탄 통계청》. 2023. 2024년 8월 2일에 확인함.
199. ↑  NIAC inSight, Washington insights for the Iranian-American community from the National Iranian American Council (2016년 12월 16일). “An Old Faith in the New World – Zoroastrianism in the United States”. 《NIAC inSight》. 2020년 8월 5일에 원본 문서에서 보존된 문서. 2018년 8월 26일에 확인함.
200. ↑  Government of Canada, Statistics Canada (2022년 10월 26일). “Religion by visible minority and generation status: Canada, provinces and territories, census metropolitan areas and census agglomerations with parts”. 《www12.statcan.gc.ca》. 2023년 3월 5일에 원본 문서에서 보존된 문서. 2023년 11월 26일에 확인함.
201. ↑  Stewart, Sarah; Hintze, Almut; Williams, Alan (2016). 《The Zoroastrian Flame: Exploring Religion, History and Tradition》. London: I.B Tauris. ISBN 9781784536336.
202. ↑  “Religion, England and Wales – Office for National Statistics”. 《www.ons.gov.uk》. 2022년 11월 29일에 원본 문서에서 보존된 문서. 2022년 12월 29일에 확인함.
203. ↑  Tomalin, Emma (2020). “A Survey of Zoroastrianism Buildings in England. Historic England Research Report 203/2020”. 《research.historicengland.org.uk》. 2020년 6월 16일에 원본 문서에서 보존된 문서. 2020년 6월 16일에 확인함.
204. ↑  e.g., Boyce 1982, 202쪽.
205. ↑  《The Wiley-Blackwell Companion to Zoroastrianism》. John Wiley & Sons. 2015. 83–191쪽. ISBN 9781444331356.
206. ↑  Š. Kulišić; P.Ž. Petrović; N. Pantelić. "Бели бог". Српски митолошки речник (in Serbian). Belgrade: Nolit. pp. 21–22.
207. ↑  Juha Pentikäinen, Walter de Gruyter, Shamanism and Northern Ecology 11 July 2011
208. ↑  Diószegi, Vilmos (1998) [1958]. A sámánhit emlékei a magyar népi műveltségben (in Hungarian) (1. reprint kiadás ed.). Budapest: Akadémiai Kiadó. ISBN 963-05-7542-6. The title means: "Remnants of shamanistic beliefs in Hungarian folklore".
209. ↑  “Zoroastrianism | Definition, Beliefs, Founder, Holy Book, & Facts | Britannica”. 2023년 4월 8일에 원본 문서에서 보존된 문서. 2024년 3월 1일에 확인함.
210. ↑  Fredrickson, Nathan (January 2009). “Zoroastrian Influence on Post-Exilic Jewish Belief and Practice”. 2024년 2월 25일에 원본 문서에서 보존된 문서. 2024년 3월 6일에 확인함.
211. ↑  Boyce, Mary (2000). 《Zoroastrians: their religious beliefs and practices》. Routledge. 50쪽.
212. ↑  Dhalla, Maneckji Nusservanji (1985). 《History of Zoroastrianism》. K.R. Cama Oriental Institute. 24,198쪽.
213. ↑  Patchell, Herbert Sidney (1965). “The impact of Zoroastrianism upon Judaism and Christianity”. 2024년 2월 26일에 원본 문서에서 보존된 문서. 2024년 2월 26일에 확인함.
214. ↑  Kuehn, Sara. “Kuehn, S., "The Dragon Fighter: The Influence of Zoroastrian Ideas on Judaeo-Christian and Islamic Iconography," in: Zoroastrianism in the Levant, ARAM Society for Syro-Mesopotamian Studies 26, 1/2 (2014), 65–101”.
215. 1 2  Kaufmann Kohler; A. V. Williams Jackson (1906). 〈Zoroastrianism ("Resemblances Between Zoroastrianism and Judaism" and "Causes of Analogies Uncertain")〉. 《The Jewish Encyclopaedia》. 2022년 2월 7일에 원본 문서에서 보존된 문서. 2022년 2월 3일에 확인함.
216. 1 2 3  Basile, Cam (2021년 1월 1일). 《Zoroastrian Influence on Old Testament Monotheism and Eschatology? A Scriptural and Sociological Analysis》. 《Zoroastrian Influence on Old Testament Monotheism and Eschatology? A Scriptural and Sociological Analysis》. 2024년 2월 25일에 원본 문서에서 보존된 문서. 2024년 2월 26일에 확인함.
217. 1 2  Nigosian, Solomon Alexander (1993). 《Zoroastrian Faith: Tradition and Modern Research》. McGill-Queen's Press. 95–97, 131쪽. ISBN 9780773511330.
218. 1 2 3  Grabbe, Lester L. (2006). 《A History of the Jews and Judaism in the Second Temple Period (vol. 1): The Persian Period (539-331BCE)》. Bloomsbury Publishing. 361–364쪽. ISBN 9780567216175. 2024년 3월 31일에 원본 문서에서 보존된 문서. 2022년 2월 3일에 확인함.
219. ↑  Black & Rowley 1982, 607b쪽.
220. ↑  Duchesne-Guillemin 1988, 815쪽.
221. ↑  Nigosian, Solomon Alexander (1993). 《Zoroastrian Faith: Tradition and Modern Research》 (영어). McGill-Queen's Press – MQUP. ISBN 978-0-7735-1133-0. 2024년 2월 26일에 원본 문서에서 보존된 문서. 2024년 2월 26일에 확인함.
222. ↑  Grabbe, Lester L. (2006년 7월 27일). 《A History of the Jews and Judaism in the Second Temple Period (vol. 1): The Persian Period (539-331BCE)》 (영어). Bloomsbury Publishing. ISBN 978-0-567-21617-5. 2024년 2월 26일에 원본 문서에서 보존된 문서. 2024년 2월 26일에 확인함.
223. ↑  Weisberg, Dvora E. (2000). 〈The Babylonian Talmud's Treatment of Levirate Marriage〉. 《The Annual of Rabbinic Judaism: Ancient, Medieval, and Modern》. BRILL. 63–65쪽. ISBN 9789004118935. 2022년 2월 3일에 원본 문서에서 보존된 문서. 2022년 2월 3일에 확인함.
224. 1 2  Boyce 2001, 1, 77쪽.
225. ↑  “Ahl al-Kitāb”. 《브리태니커 백과사전》 (영어). 2016년 6월 2일. 2024년 6월 10일에 확인함.
226. ↑  Gherardo Gnoli, "Manichaeism: An Overview", in Encyclopedia of Religion, ed. Mircea Eliade (NY: MacMillan Library Reference USA, 1987), 9: 165.
227. ↑  Contrast with Henning's observations: Henning, W.B., The Book of Giants, BSOAS, Vol. XI, Part 1, 1943, pp. 52–74:
It is noteworthy that Mani, who was brought up and spent most of his life in a province of the Persian empire, and whose mother belonged to a famous Parthian family, did not make any use of the Iranian mythological tradition. There can no longer be any doubt that the Iranian names of Sām, Narīmān, etc., that appear in the Persian and Sogdian versions of the Book of the Giants, did not figure in the original edition, written by Mani in the Syriac language
228. ↑  Zaehner 1961, 53–54쪽.
229. ↑  〈SRAOŠA〉. 《Encyclopaedia Iranica》. 2019년 8월 1일에 원본 문서에서 보존된 문서. 2019년 7월 13일에 확인함.

### 참고 문헌
- Black, Matthew; Rowley, H. H., 편집. (1982), 《Peake's Commentary on the Bible》, New York: Nelson, ISBN 978-0-415-05147-7
- Boyce, Mary (1979), 《Zoroastrians: Their Religious Beliefs and Practices》, London: Routledge, ISBN 978-0-415-23903-5 (note to catalogue searchers: the spine of this edition misprints the title "Zoroastrians" as "Zoroastians", and this may lead to catalogue errors; there is a second edition published in 2001 with the same ISBN)
- Boyce, Mary (1982), 《The History of Zoroastrianism》 2, Leiden: Brill, ISBN 978-90-04-06506-2
- Boyce, Mary (2001). 《Zoroastrians: Their Religious Beliefs and Practices》. London: Routledge. ISBN 978-0415239028.
- Büchner, V. F. (1934), 〈Yazdān〉,   Houtsma, Martijn Theodor, 《Encyclopedia of Islam》 IV 1판, Leyden: Brill.
- Bulliet, Richard W. (1979), 《Conversion to Islam in the Medieval Period: An Essay in Quantitative History》, Cambridge: Harvard UP, ISBN 978-0-674-17035-3
- Duchesne-Guillemin, Jacques (1988), 〈Zoroastrianism〉, 《Encyclopedia Americana》 29, Danbury: Grolier pp. 813–815
- Foltz, Richard (2013), 《Religions of Iran: From Prehistory to the Present》, London: Oneworld publications, ISBN 978-1-78074-308-0
- Geiger, Wilhelm (1885), 《Civilization of the Eastern Iranians in Ancient Times》, Oxford: OUP/H. Frowde
- Hintze, Almut (2014), “Monotheism the Zoroastrian Way” (PDF), 《Journal of the Royal Asiatic Society》 24 (2): 225–49, doi:10.1017/S1356186313000333
- Hourani, Albert (1947), 《Minorities in the Arab World》, New York: AMS Press
- Panaino, Antonio (1995). 〈Uranographia Iranica I. The Three Heavens in the Zoroastrian Tradition and the Mesopotamian Background〉.   Gyselen, R. 《Au carrefour des religions. Mélanges offerts à Philippe Gignoux》. Peeters. 205–225쪽.
- Panaino, Antonio (2015). 〈The Classification of Astral Bodies in the framework of an Historical Survey of Iranian traditions〉.   Bläsing, U.; Arakelova, V. 《Studies on Iran and The Caucasus in Honour of Garnik Asatrian》. Brill. 229–244쪽. doi:10.1163/9789004302068_016. ISBN 978-90-04-30201-3.
- Panaino, Antonio C.D. (2019). 《A Walk through the Iranian Heavens: Spherical and Non-Spherical Cosmographic Models in the Imagination of Ancient Iran and Its Neighbors》. Brill.
- Skjærvø, Prods Oktor (2005), “Introduction to Zoroastrianism” (PDF), 《Iranian Studies at Harvard University》, 2021년 12월 24일에 원본 문서 (PDF)에서 보존된 문서, 2019년 7월 13일에 확인함
- Zaehner, Robert Charles (1961), 《The Dawn and Twilight of Zoroastrianism》, London: Phoenix Press, ISBN 978-1-84212-165-8

## 더 읽어보기
- Boyce, Mary (1975). 《The History of Zoroastrianism》 1. Leiden: Brill. ISBN 978-90-04-10474-7.
- Boyce, Mary (1984). 《Textual sources for the study of Zoroastrianism》. Manchester: Manchester University Press. ISBN 978-0-226-06930-2.
- Boyce, Mary (1987). 《Zoroastrianism: A Shadowy but Powerful Presence in the Judaeo-Christian World》. London: William's Trust.[{{{설명}}}]
- Boyce, Mary (1991). 《The History of Zoroastrianism》 3. Leiden: Brill. ISBN 978-90-04-09271-6.
- Clark, Peter (1998). 《Zoroastrianism: An Introduction to an Ancient Faith》. Brighton: Sussex Academic Press. ISBN 978-1-898723-78-3.
- Dastur, Francoise (1996). 《Death: An Essay on Finitude》. A&C Black. ISBN 978-0-485-11487-4.
- Dhalla, Maneckji Nusservanji (1938). 《History of Zoroastrianism》. New York: Oxford University Press.[{{{설명}}}]
- Eliade, Mircea; Couliano, Ioan P. (1991). 《The Eliade Guide to World Religions》. New York: Harper Collins.[{{{설명}}}]
- Kment, Petr (February 2018). 《Zoroastrian tradition at Mangyshlak: underground mosque Shakpak-Ata》. 《Kulturní studia / Cultural Studies》 6. ISSN 2336-2766. 2022년 12월 10일에 원본 문서에서 보존된 문서.
- Malandra, William W. (1983). 《An Introduction to Ancient Iranian Religion: Readings from the Avesta and Achaemenid Inscriptions》. Minneapolis: University of Minnesota Press. ISBN 978-0-8166-1114-0.
- 틀:Cite EncIranica
- Moulton, James Hope (1917). 《The Treasure of the Magi: A Study of Modern Zoroastrianism》. London: Oxford University Press. ISBN 1-564-59612-5.
- Rose, J. (2000). 《The Image of Zoroaster: The Persian Mage Through European Eyes》. Persian Studies Series. Bibliotheca Persica Press. ISBN 978-0-933273-45-0.
- Rose, J. (2011). 《Zoroastrianism: A Guide for the Perplexed》. Bloomsbury Publishing. ISBN 978-1-4411-4950-3.
- Rose, J. (2014). 《Zoroastrianism: An Introduction》. I. B.Tauris. ISBN 978-0-85773-548-5.
- Russell, James R. (1987). 《Zoroastrianism in Armenia》. Harvard Iranian Series. Oxford: 하버드 대학교 출판부. ISBN 978-0-674-96850-9.
- Skjærvø, Prods Oktor, 편집. (2011). 《The Spirit of Zoroastrianism》. Yale University Press. ISBN 978-0-300-17035-1.
- Schmidt, Francis (1987). 《The Inconceivable Polytheism: Studies in Religious Historiography》. Harwood Academic. 217–219쪽. ISBN 978-3-7186-0367-1.
- Stoyanov, Y. (2000). 《The Other God: Dualist Religions from Antiquity to the Cathar Heresy》. Yale University Press. ISBN 978-0-300-19014-4.
- 《The Chronicle of World History》. Old Saybrook, CT: Konecky & Konecky. 2008. ISBN 978-1-56852-680-5. OCLC 298782520.
- Zeini, A. (2020). 《Zoroastrian Scholasticism in Late Antiquity: The Pahlavi Version of the Yasna HaptaA Haiti》. Edinburgh University Press. ISBN 978-1-4744-4291-6.